# Foggia
Foggia (AFI: /ˈfɔdʤa/, ; Fogge [ˈfɔdʤə] in dialetto foggiano) è un comune italiano di 145 522 abitanti, capoluogo dell'omonima provincia, in Puglia.
Situata al centro del Tavoliere, assunse una certa rilevanza nel basso medioevo, sviluppandosi poi ulteriormente in epoca contemporanea a seguito della realizzazione di numerose opere di bonifica agraria nella pianura circostante. Già capoluogo della Capitanata e terminale degli antichi tratturi della transumanza, costituisce una storica sede fieristica e un importante nodo stradale e ferroviario, oltreché centro aeroportuale.

## Geografia fisica

### Territorio

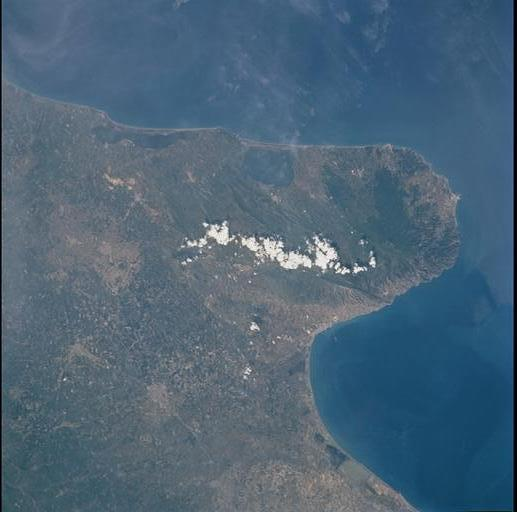
Capitanata vista dal satellite

Foggia sorge al centro del Tavoliere delle Puglie, tra il torrente Celone e il fiume Cervaro, a metà strada tra il golfo di Manfredonia, il promontorio del Gargano e i monti della Daunia. Il territorio sorge in un'area geografica pianeggiante e presenta un'escursione altimetrica di 291 metri, con un'altitudine compresa tra i 19 e i 310 metri. La casa comunale si trova a 76 m s.l.m.. La città giace su terreni di origine argillosa, soggetti a elevato ristagno idrico.
Essa rientra nella zona indicata a sismicità media.

### Clima
Il clima è mediterraneo, ma con tendenza subcontinentale, poiché la città si ubica a relativa distanza dal mare (circa 30 km in linea d'aria). Ciò favorisce escursioni termiche stagionali e giornaliere piuttosto pronunciate, talvolta anche di 20 °C, soprattutto in presenza di cielo sereno, scarsa ventilazione e bassi valori di umidità relativa. Queste condizioni contribuiscono, specie d'inverno, alla formazione di brinate notturne, allorché la temperatura scende a 0 °C grazie al notevole irraggiamento e conseguentemente al fenomeno di inversione termica.
In generale, si contano 4/5 giorni di episodi nevosi all'anno, brevi e senza accumulo. Le nevicate più abbondanti degli ultimi venticinque anni si sono avute il 15 dicembre 2007 con 20 cm; il 7 e 8 aprile 2003, fino a 5–10 cm (significativo vista la valenza temporale); il 16 gennaio 2002, circa 10/15 cm; il 26/27 dicembre 1996 fino a 30 cm e il 3 gennaio 1993, anche in quell'occasione circa 30/35 cm.
La temperatura minima più bassa registrata alla stazione meteorologica dell’Aeronautica Militare di Amendola è stata di -10,4 °C nella storica ondata di freddo del gennaio 1985.
Le precipitazioni sono nel complesso modeste e a seconda degli anni comprese fra 350 mm e 700 mm (469 mm quella media dalla stazione meteorologica di Amendola) e principalmente distribuite nei trimestri autunnali ed invernali. Gli accumuli di pioggia più consistenti, ma comunque quasi mai superiori ai 60–70 mm al giorno, sono associati a depressioni formatesi sul Medio o Basso Tirreno fra ottobre e marzo che richiamano correnti molto umide da est/sudest dal mare, le quali riversano precipitazioni con intensità moderata, ma persistenti. Lo stau, offerto dalla catena appenninica, gioca un ruolo essenziale.
L'estate è particolarmente calda, secca e siccitosa: le temperature massime facilmente superano i +34 °C / +35 °C in presenza dell'anticiclone subtropicale africano, superando almeno un paio di volte l'anno anche i +40 °C a seguito di venti di favonio che, cadendo dall'Appennino campano si surriscaldano facendo lievitare ulteriormente le temperature. Memorabili risultano i +47 °C rilevati alla stazione dell'Aeronautica Militare di Amendola (distante però 15 km dal centro urbano) il 25 giugno 2007 la quale rappresenta il 3º record di temperatura massima più alta rilevata in Italia, preceduti dal primato italiano ed europeo di +48,8 °C di Floridia registrato l'11 agosto 2021 e dai +48,5 °C di Catenanuova registrato il 10 agosto 1999.
Contemporaneamente al notevole accumulo di calore nell'atmosfera, eventuali intrusioni di aria umida possono, di solito, generare fenomeni temporaleschi violenti, a volte grandinigeni o raramente associati a microburst. Si ricordino, i tornado che spazzarono la città e parte della provincia nel primo pomeriggio del 25 agosto 1994, con venti superiori ai 120-130 km/h e catalogabili come F1 della Scala Fujita. Intorno alle ore 13 locali dello stesso giorno la stazione meteorologica dell'Aeronautica Militare di Amendola registrò una raffica pari a 142,6 Km/h da sud ovest.
I venti, moderati o forti, soffiano prevalentemente da sud-ovest o da nord-ovest. Si registrano numerosi giorni di nebbia all'anno (mediamente 34 secondo i dati della Stazione meteorologica di Foggia Amendola) e concentrati fra novembre e aprile, formatasi o per irraggiamento o per scorrimento di deboli correnti miti e umide di scirocco su uno strato di aria più fredda presente al suolo, che pone la città come una delle più nebbiose del Centro-Sud Italia.
Dal punto di vista legislativo il comune di Foggia ricade nella Fascia Climatica D in quanto i gradi giorno della città sono 1530, dunque limite massimo consentito per l'accensione dei riscaldamenti è di 12 ore giornaliere dal 1º novembre al 15 aprile.
- Classificazione climatica: zona D, 1530 GG[11]

| Foggia Dati dal 1973 ad oggi stazione meteorologica di Amendola | Mesi | Mesi | Mesi | Mesi | Mesi | Mesi | Mesi | Mesi | Mesi | Mesi | Mesi | Mesi | Stagioni | Stagioni | Stagioni | Stagioni | Anno |
| Foggia Dati dal 1973 ad oggi stazione meteorologica di Amendola | Gen  | Feb  | Mar  | Apr  | Mag  | Giu  | Lug  | Ago  | Set  | Ott  | Nov  | Dic  | Inv      | Pri      | Est      | Aut      | Anno |
| --------------------------------------------------------------- | ---- | ---- | ---- | ---- | ---- | ---- | ---- | ---- | ---- | ---- | ---- | ---- | -------- | -------- | -------- | -------- | ---- |
| T. max. media (°C)                                              | 12,0 | 14,0 | 16,0 | 18,0 | 23,0 | 28,0 | 32,0 | 31,0 | 27,0 | 22,0 | 17,0 | 13,0 | 13,0     | 19,0     | 30,3     | 22,0     | 21,1 |
| T. min. media (°C)                                              | 3,0  | 3,0  | 5,0  | 9,0  | 13,0 | 16,0 | 19,0 | 19,0 | 16,0 | 11,0 | 8,0  | 5,0  | 3,7      | 9,0      | 18,0     | 11,7     | 10,6 |
| Precipitazioni (mm)                                             | 45   | 50   | 40   | 55   | 40   | 25   | 10   | 30   | 50   | 65   | 75   | 55   | 150      | 135      | 65       | 190      | 540  |
| Eliofania assoluta (ore al giorno)                              | 4    | 5    | 5    | 7    | 8    | 9    | 11   | 10   | 8    | 6    | 5    | 4    | 4,3      | 6,7      | 10       | 6,3      | 6,8  |

### Idrografia
Il territorio circostante la città non presenta una rilevante idrografia superficiale a causa della lontananza dai rilievi montuosi, della carenza di sorgenti, della scarsità di precipitazioni e dell'elevata permeabilità del terreno; soprattutto quest'ultimo fattore consente all'acqua piovana di penetrare nel sottosuolo e nella falda acquifera impedendo l'arricchimento di fiumi e torrenti. Gli unici corsi d'acqua di un qualche rilievo sono il Celone e il Cervaro; lungo le rive di quest'ultimo si estende il parco naturale regionale Bosco Incoronata.
Lo Statuto comunale, all'articolo 2, recita: «Il comune di Foggia ha come segno distintivo lo stemma riconosciuto con decreto in data 3 giugno 1941 ed iscritto nel libro araldico degli enti morali. Lo stemma, riproducendo tre fiammelle campeggianti sulle acque dell'antico lago, ricorda il ritrovamento del Sacro Tavolo di Maria Santissima Iconavetere, episodio profondamente radicato nella storia civile, nella tradizione popolare e nella cultura religiosa della città».
Originalmente, tuttavia, l'arma civica rappresentava, più semplicemente, campo d'acqua in basso e una parete di fuoco in alto (elementi cui sono legati i colori ufficiali della città: il blu e il rosso), come si rileva dalla più antica testimonianza dello stemma pervenutaci, risalente al secondo Cinquecento e accompagnata dalla illuminante didascalia: «L'arma è aqua et fuoco perché, sotto ogni poco che si cava sottoterra, si trova aqua [e] lo sopra è caldo fa da mille fuochi». È solo alla fine del Seicento, infatti, che lo stemma si trasformò definitivamente assumendo la connotazione mariana: l'originaria parete di fuoco fu scissa in tre fiammelle e l'acqua fu collegata al lago della tradizione, interpretandosi l'emblema come esplicita allusione al ritrovamento dell'Iconavetere.
Nonostante sia legalmente riconosciuta solo la versione standard approvata nel 1941, con scudo sannitico e corona turrita, è assai diffusa (anche istituzionalmente) la variante barocca dello stemma, con scudo accartocciato e corona marchionale, riprodotta qui a lato.
Il gonfalone cittadino è un drappo rettangolare troncato di rosso e di blu, riccamente ornato di ricami dorati e caricato dello stemma civico (in forma standard) con l'iscrizione centrata in oro: «Città di Foggia». L'asta del gonfalone è ricoperta di velluto rosso e blu con bullette dorate poste a spirale.
Il gonfalone storico, oltre ad essere troncato di rosso e di blu, presenta anche una bordura di porpora

## Origini del nome
(Giuseppe Ungaretti, descrizione del Piano delle Fosse)

Il Piano delle Fosse

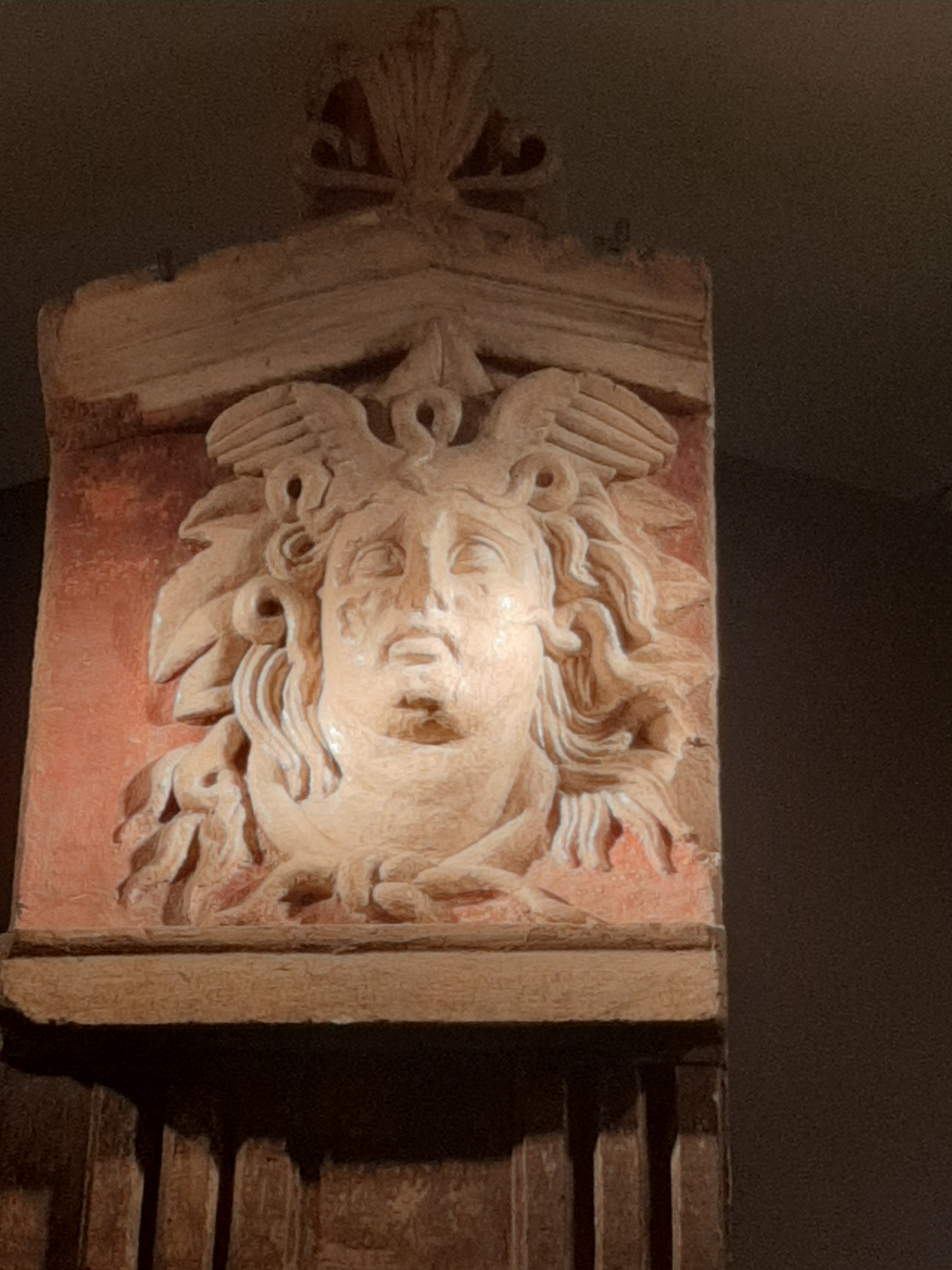
Effigie della Medusa dalla sua tomba ad Arpi (Museo civico di Foggia)

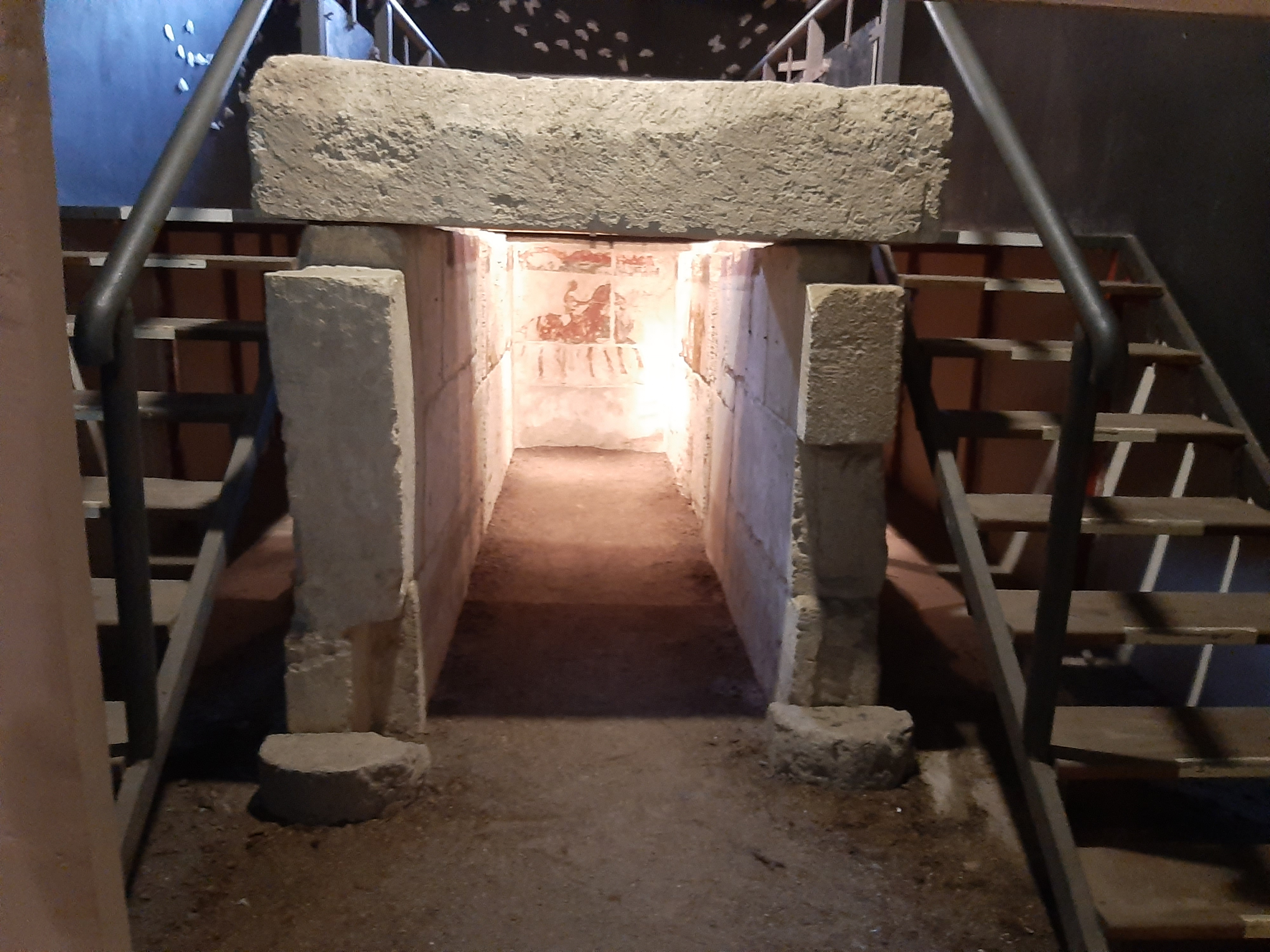
Tomba dei cavalieri di Arpi (Museo civico di Foggia)

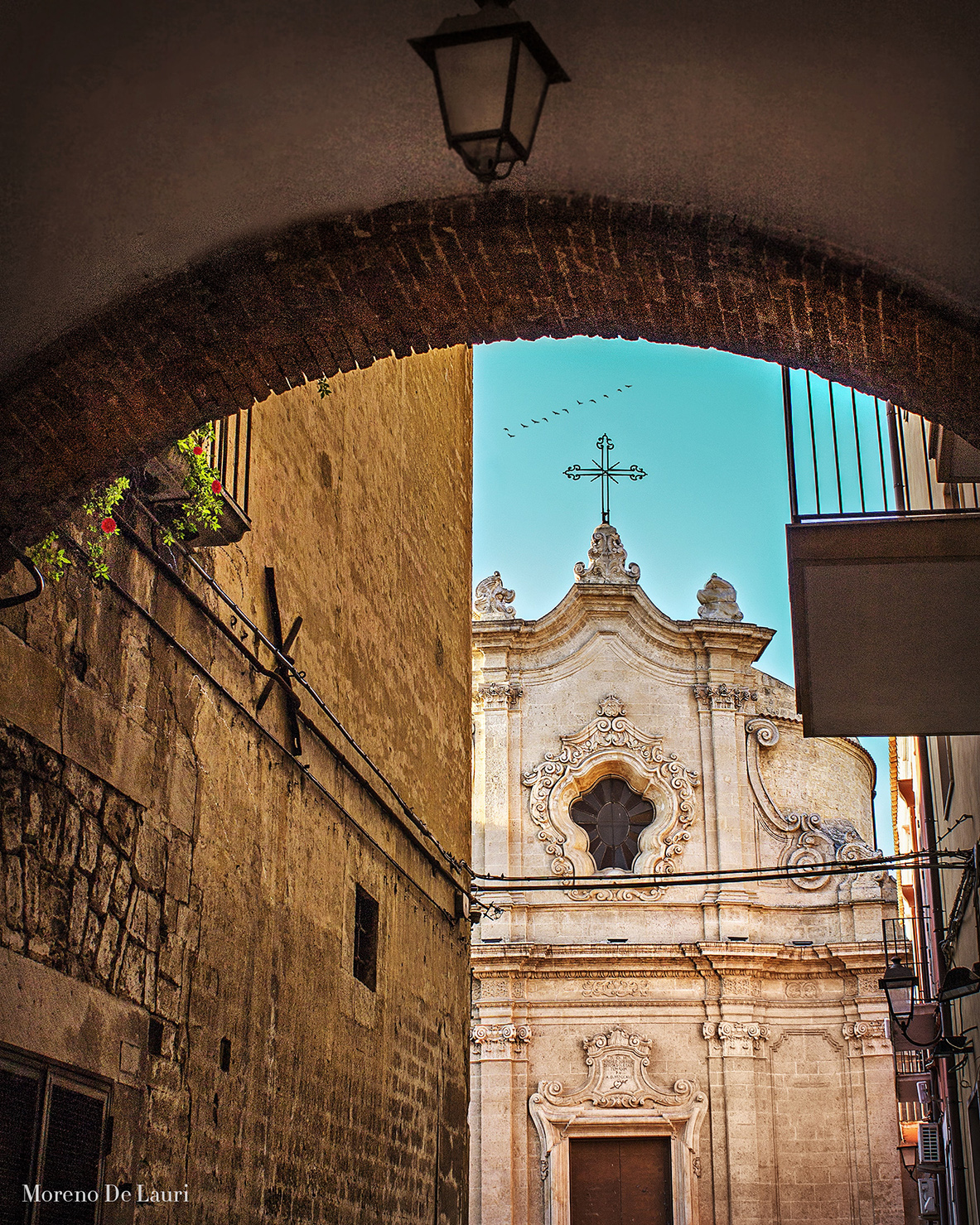
Chiesa ed arco dell'Addolorata nel cuore del centro storico, esempio di barocco pugliese

Secondo l'opinione più diffusa, il nome Foggia deriverebbe dal latino fovea, cioè "fossa", ma "fossa" non è da riferirsi, come pure generalmente si fa, solo alle fosse granarie, anche se già in epoca angioina sono attestate queste strutture a Foggia, centro del Tavoliere, la cui attività tipica è la coltura del grano.
Fovea, invece, può anche significare "una fossa" intesa come "bacino imbrifero", probabilmente quello attestato nella leggenda dell'Iconavetere e richiamato dallo stemma cittadino.
Per molti studiosi, infatti, la "foggia" indicherebbe la pozza nella quale defluiscono i corsi d'acqua che provengono dalle colline.
Per altri il nome sarebbe legato, invece, alla leggenda dello scoprimento dell'icona della Madonna nicopeia (collegata a una forma mitica diffusa in area adriatica e greca e che trova confronti nella nascita di Venere dalle acque), e in particolare alle fiammelle galleggianti sull'acqua. Questa è l'ipotesi, peraltro assai improbabile, secondo cui il nome della città deriverebbe da "fuoco" e, conseguentemente, dal titolo del santuario dell'Incoronata, Sancta Maria de Focis, che in realtà significa "Santa Maria della Foce", e non "dei Fuochi".

## Storia

### Dal Neolitico all'Alto Medioevo
In agro di Foggia è attestato il più grande sito archeologico del Neolitico, e tra i più datati, in Europa (periodo tra il VI e il IV millennio a.C.), culla dell'agricoltura, del commercio e dell'allevamento in Europa, grazie alle popolazioni provenienti dal Medio Oriente che trovarono nel Tavoliere delle Puglie il luogo ideale per vivere. Solo una piccola parte dell'area archeologica, scoperta con le foto aeree del Secondo conflitto mondiale, è racchiusa nel 'Parco Archeologico' Passo di Corvo.
Altri importanti insediamenti del Neolitico, li troviamo in località Pantano, tra i quartieri Salice Nuovo, San Lorenzo ed Ordona Sud, e nel centro della città, negli scavi della Villa Comunale e in quelli nell'area dell'ex Ippodromo.
Sono invece risalenti al II millennio a.C. i siti archeologici di Arpi (in greco Argos Hippium), il più importante centro dell'antica Daunia, come l'Ipogeo della Medusa, l'Ipogeo dei Cavalieri e le Necropoli, in località Arpinova.
Arpi era la più popolata ed estesa città italiota preromana, con un esercito di oltre 20.000 soldati, ricca e potente anche per la sua posizione geografica e per l'intenso commercio che svolgeva con le città vicine. La prassi dell'agricoltura era abituale tra gli abitanti della zona, favoriti anche dalla fertilità del Tavoliere e dalla sua conformazione completamente pianeggiante.
Arpi, secondo la leggenda, fondata dall'eroe greco Diomede, viene chiamata anche Argiripa, perché da Argo egli, Diomede, proveniva. Diomede avrebbe sposato la figlia di Dauno, Evippe, divenendo re dei Dauni.
ille urbem Argyripam patriae cognomine gentis
uictor Gargani condebat Iapygis agris.
Postquam introgressi et coram data copia fandi,
munera praeferimus, nomen patriamque docemus,
Del gran monte Gargáno, ove fondava,
Già vincitore, Argíripa, una terra
Che dal patrio Argirippo ha nominata.
Intromessi che fummo, il presentammo;
Gli esponemmo la patria, il nome e ’l fatto
De la nostra imbasciata, e la cagione
Onde a lui venivamo.»
(Virgilio, Eneide XI, 246-250)
Da notare che lo stesso Virgilio chiama la città prima Argyripa, poi Arpi.
Sempre nell'Eneide Virgilio evoca Argiripa-Arpi come la più temibile città d'Italia, in grado persino di contendere il dominio d'Italia alla progenie di Enea e dunque alla futura Roma:
atque iterum in Teucro Aetolis surgit ab Arpis/ Tydides.
ancora una volta sorge il Titide (figlio di Tideo, ovvero Diomede) dalla etolica Arpi contro i Teucri (Troiani).
(Eneide, X, 28)
Afrodite stessa prega il padre, Zeus, perché Arpi non distrugga i Troiani.
Turno, il re dei Rutuli che contende il dominio del Lazio ai Teucri ed è in cerca di alleati contro Enea, mandò ambasciatori a Diomede, ad Argyripa-Arpi, ma questi preferì astenersi dalla guerra.
non erit auxilio nobis Aetolus et Arpi:
non sarà di ausilio il nobile Etolico né Arpi.
(Eneide, XI, 428)
Tito Livio (XXIV, 45) racconta che la città venne venduta ad Annibale dal tradimento di un suo notabile ma che fu poi riconquistata dai Romani con un accordo con gli Arpini.
Nel 1062 vi fu il ritrovamento dell'Iconavetere, nota come Madonna dei Sette Veli in uno dei laghetti stagnanti che circondavano la città in abbandono.
La zona attorno ad essa, infatti, era paludosa e malarica anche per la distruzione dell'abitato in seguito alle invasioni barbariche, e si dovette aspettare fino all'XI e XII secolo, sotto la dominazione normanna, per vedere dei miglioramenti nella zona sotto questo punto di vista.
Della grande Arpi del periodo antico ormai rimaneva poco e Roberto il Guiscardo fece bonificare un'ampia zona acquitrinosa, dando al nucleo urbano della città un impulso economico e civile che crebbe ulteriormente nel periodo di Guglielmo il Buono.

### Età federiciana
Il XIII secolo fu un periodo molto importante nella storia di Foggia, il periodo di maggior splendore.
Federico II, molto legato alla città, fece costruire a Foggia un imponente Palatium che divenne una delle sue residenze preferite.
Il Palatium era grande ed imponente, era decorato con marmi policromi, disponeva di una "pescheria" ove Federico fece riporre dei pesci che poi amava offrire nei sontuosi pranzi di corte. Ancora oggi la memoria dell'ubicazione delle grandi vasche del palazzo imperiale è rimasta nel toponimo di Via Pescheria, a Foggia.
Proprio contiguo, infatti, si estende il perimetro cittadino che segue le vecchie mura della città. Ivi resta la Porta Arpana, detta I Tre Archi, unica porta originale di accesso alla città federiciana che oggi dà accesso a Via Arpi.
Su una parete della Porta è conservato un portale d'ingresso al palazzo.
(Scritta del 1223, posta sulla cornice inferiore dell'epigrafe dell'arco di Federico II, parte del palazzo che si estendeva lungo via Arpi)
Sovrasta l'epigrafe sopracitata il nome di Bartolomeo da Foggia, da alcuni ritenuto lo scultore di corte mentre è stato ipotizzato da Schulz (1860) che si tratti del protomagistrer ovvero del capo della fabbrica imperiale in opera a Foggia, Lucera e nell'intero Tavoliere.

La città divenne, dunque, "sede inclita imperialis", elevata a rango di capitale. Se la capitale formale del regno normanno-svevo rimaneva Palermo, Foggia diveniva una capitale de facto, perché larga parte degli inverni in cui l'imperatore pianificava alleanze, guerre e strategie politiche li passava proprio in questa città.

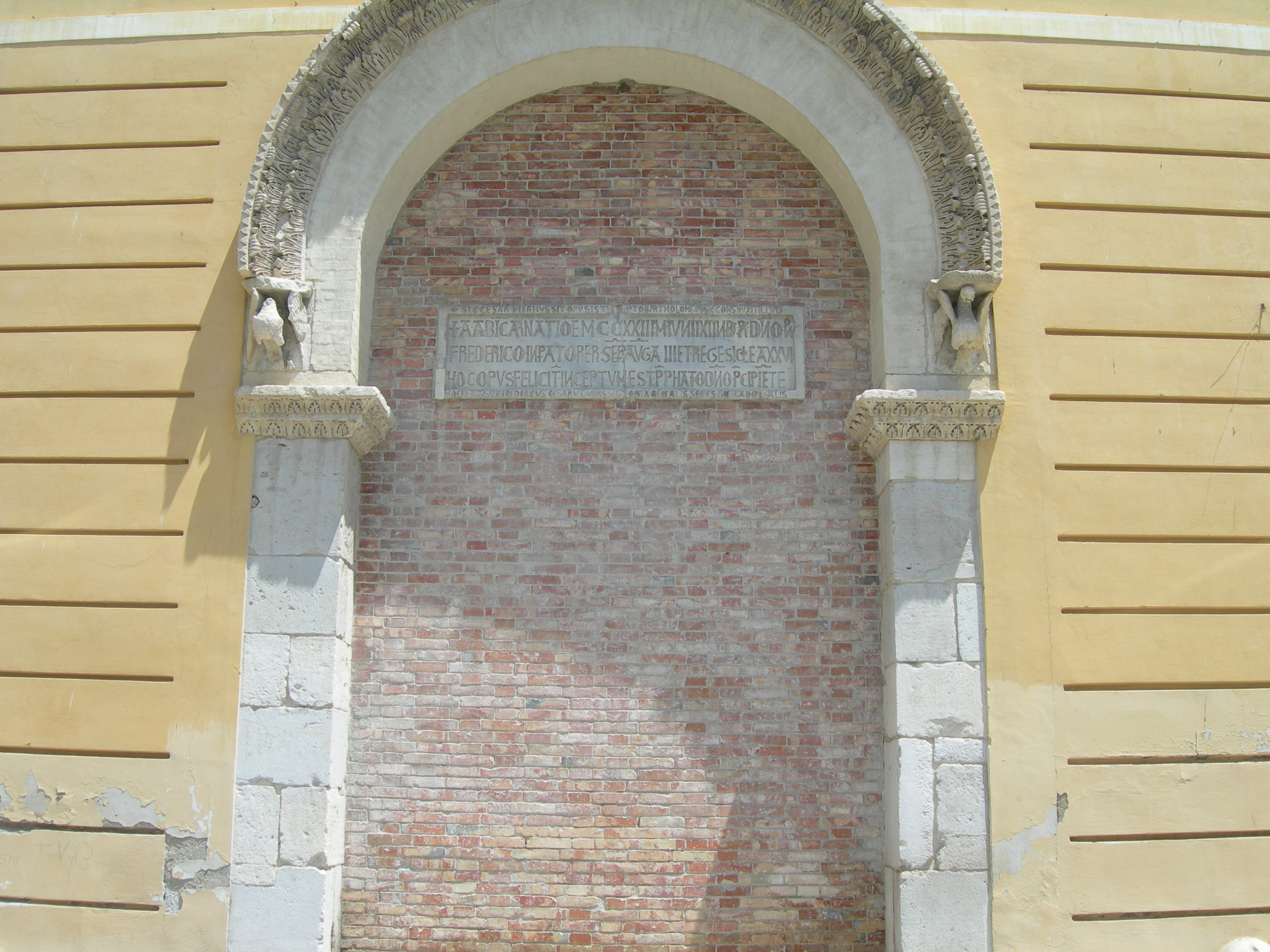
Arco di Federico II

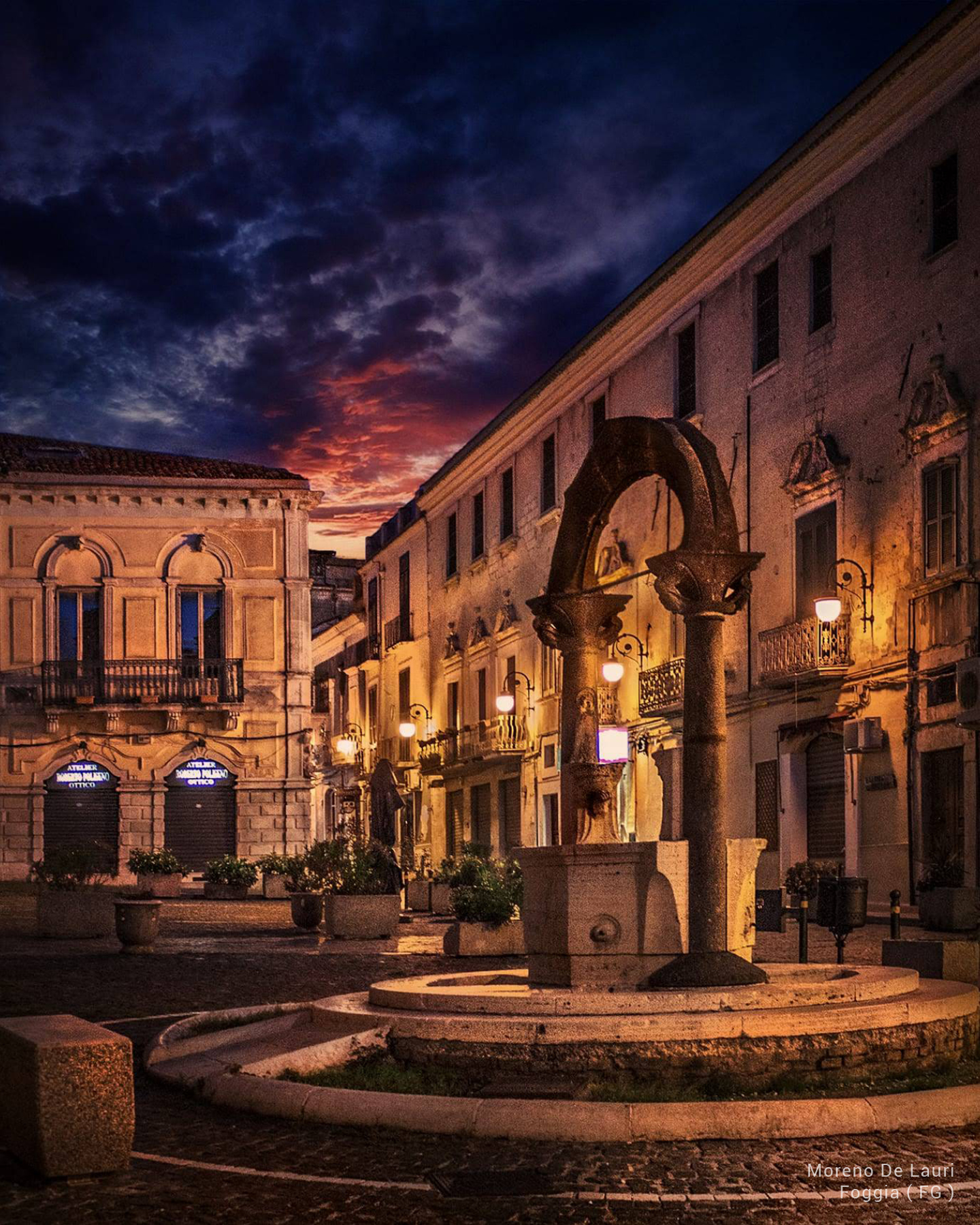
Pozzo di Federico II

Federico II considerava la Capitanata un luogo ideale anche per la caccia e perciò fece costruire altre due maestose dimore alle porte di Foggia, la Domus/Palacium Solatiorum San Laurencii e Pantani, in località Pantano, tra i quartieri Ordona Sud, San Lorenzo e Salice Nuovo, dove il Guiscardo aveva fatto edificare l'omonima chiesa, e il Palacium dell'Incoronata, nei pressi dell'omonimo Santuario/Borgo..
Nel 1229, però, in seguito al trattato di Giaffa che il papa Gregorio IX non aveva accettato di buon grado per la qual ragione egli fece spargere la falsa notizia della morte di Federico II in Terra Santa, molte città del Regno di Sicilia si ribellarono agli imperiali.
Federico II lo seppe e subito salpò alla volta dell'Italia. Quando tornò punì le città ribelli. Tra queste Foggia, le cui mura furono abbattute.
Fogia, cur me fugis, cum te fecit mea manus?
Foggia, perché da me fuggi, dato che ti costruii con le mie mani?
Nel 1240 tenne a Foggia un Colloquium, un'assemblea generale in cui era concesso diritto di parola anche al popolo.
Il 1 Dicembre 1241 morì in città Isabella d'Inghilterra, terza moglie di Federico.
In città vi soggiornarono i notabili del Regno: Pier delle Vigne, Taddeo da Sessa, Riccardo da Montenero, il marchese di Hohenburg e i conti di Manoppello e Caserta.
Nel 1255, nel proposito di fiaccare le resistenze interne al suo potere, Manfredi, con l'ausilio dei suoi fedeli e delle truppe saracane di Lucera vinse la battaglia di Foggia contro l'esercito papale e rientrò in città il 2 Dicembre.
Nel 1260 Manfredi convocò un'Assemblea del Regno nel Palazzo imperiale, illuminato da candele così fastosamente che Saba Malaspina affermò essere stata la notte convertita in giorno .

### Gli Angioini
Il 7 Gennaio 1285 morì in città il re Carlo d'Angiò, in seguito a febbre ma già gravemente malato e addolorato dalla sconfitta navale per la spedizione per la conquista della Sicilia, passata agli Aragonesi in seguito ai Vespri.

### Dagli Aragonesi al terremoto del Settecento
Ora in terra d'Abruzzi i miei pastori
lascian gli stazzi e vanno verso il mare:
scendono all'Adriatico selvaggio
che verde è come i pascoli dei monti.»
(Gabriele D'Annunzio, I pastori)
Gli Aragonesi, sfruttando la centralità di Foggia nel passaggio della transumanza, stabilirono a Foggia la dogana delle pecore e l'annesso tribunale per gli armamenti transumanti dagli Abruzzi, con il compito di regolamentare il pascolo nel Tavoliere e riscuotere tasse derivanti dai diritti di passaggio. L'imposizione di tale tassa a tutti i pastori fece arricchire le casse regie, essendo la maggiore entrata fiscale dell'intero Regno, ma impoverì gli agricoltori del Tavoliere, portandoli ad abbandonare il territorio che, progressivamente, divenne paludoso.
La dogana, inizialmente, aveva sede nell'Antico Palazzo Dogana (XV secolo) posto accanto alla cattedrale. Nel Settecento venne trasferita in un nuovo Palazzo Dogana, dove rimase attiva fino alla sua abolizione agli inizi dell'Ottocento ad opera dei Francesi nel 1806.
Nel 1480 Foggia fu anche sede del Parlamento generale aragonese.
Il terremoto del 20 marzo 1731 colpì duramente la città, distruggendo un terzo delle abitazioni e danneggiando profondamente il patrimonio artistico cittadino. La ricostruzione iniziò pochi mesi dopo e riguardò soprattutto edifici storici come il convento di San Francesco (in tale occasione ampliato) e l'area interna del centro abitato. I ceti meno abbienti, invece, occuparono le aree libere rimaste con lunghe file di baracche. Precise disposizioni, regolavano e ordinavano il nuovo sviluppo urbanistico.
Il 30 Novembre 1732, mentre predicava nella basilica minore di San Giovanni Battista, sant'Alfonso de' Liguori sarebbe stato avvolto dalla luce delle vetrate e sarebbe stato visto lievitare dal popolo in ascolto. Si ebbe in quella circostanza un'apparizione mariana della Madonna dei Sette Veli che incoraggiò i fedeli a ricostruire la città.

### L'Ottocento
Nell'Ottocento Foggia, divenuta capoluogo nel 1806, si sviluppò verso la stazione ferroviaria e fu arricchita da importanti monumenti pubblici.
Il 28 agosto 1867 vi nacque il compositore lirico Umberto Giordano.
Anche dal punto di vista politico la città fu molto attiva in questo periodo: essa ospitò le carbonare della provincia e prese parte ai moti del 1848 e del 1860.
Con l'unità d'Italia nel 1861, ma soprattutto con l'abolizione della dogana avvenuta 4 anni dopo, la città si riprese le terre sottraendole alla pastorizia, dando un nuovo sviluppo all'agricoltura della zona.

### Il Novecento

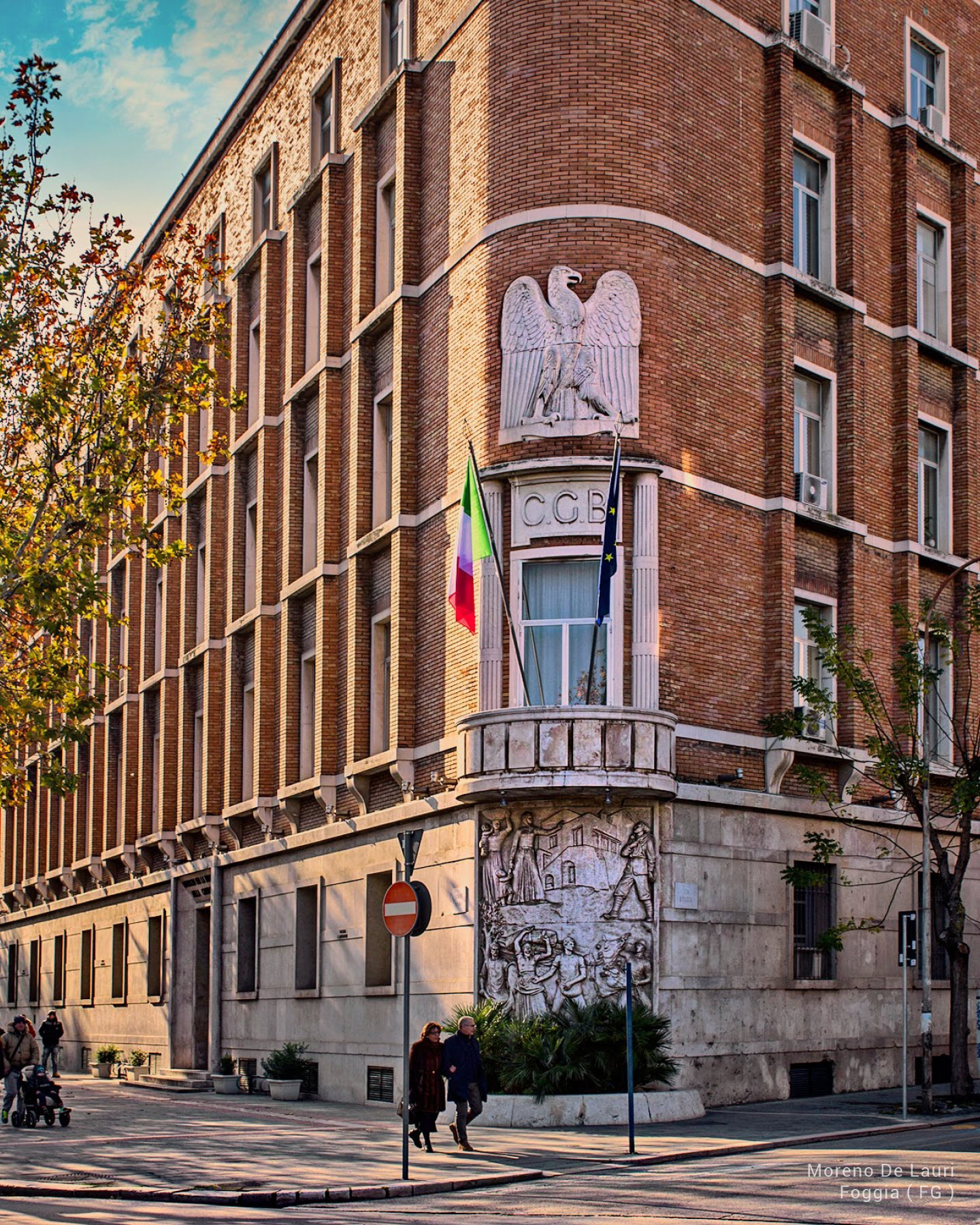
Sede del Consorzio di Bonifica della Capitanata a Foggia, in Corso Roma

La prima metà del Novecento ha visto un incremento nell'edilizia pubblica con la costruzione di edifici come il Palazzo degli Studi, la Prefettura, il Consorzio di Bonifica della Capitanata, fortemente voluto da Benito Mussolini, e il Palazzo di città.
Durante la prima guerra mondiale, furono ospitate in città numerose famiglie venete in fuga dalla guerra, inoltre nello stesso periodo fu sede di tre aeroporti e di una scuola di volo per piloti statunitensi
Nel 1916 giunse in città un ancora sconosciuto frate cappuccino, padre Pio da Pietrelcina, che dimorerà per alcuni mesi presso la parrocchia storica di Sant'Anna, a Borgo Croci.
Un avvenimento che riveste una più notevole importanza nella storia della città è la costruzione del Palazzo dell'Acquedotto Pugliese nel 1924 in viale XXIV Maggio.
Durante la seconda guerra mondiale la città fu oggetto, nell'estate 1943, di una serie di bombardamenti a causa della rete di aeroporti e della locale stazione: si ebbero distruzioni e un numero elevato di vittime, ancorché non del tutto stabilito con precisione.
Con l'occupazione anglo-statunitense, il 1º ottobre, Foggia divenne punto nevralgico per le forze aeree alleate, che utilizzarono i terreni pianeggianti attorno alla città per costruire e utilizzare aeroporti preesistenti utili alle azioni di bombardamento nei Balcani e nella Germania meridionale.
Le zone della città distrutte furono poi ricostruite secondo i dettami di uno stile post fascista. In seguito alle bonifiche nel Tavoliere la città ha visto accrescere la sua importanza economica e il suo sviluppo urbanistico e demografico.
Nel 1999 il crollo di un palazzo in viale Giotto causò la morte di 67 persone.

### Il XXI secolo

#### Anni 2020
Nel 2021 il comune è stato sciolto per infiltrazioni mafiose.
Nel 2024 sono state installate le prime otto pietre d'inciampo, in memoria dei deportati foggiani nei lager nazisti

### Onorificenze
Foggia è tra le città decorate al valor militare per la guerra di liberazione, insignita della medaglia d'oro al valor militare il 2 maggio 2006, come pure della medaglia d'oro al valor civile, per i sacrifici delle sue popolazioni e per la sua attività nella lotta partigiana durante la seconda guerra mondiale:

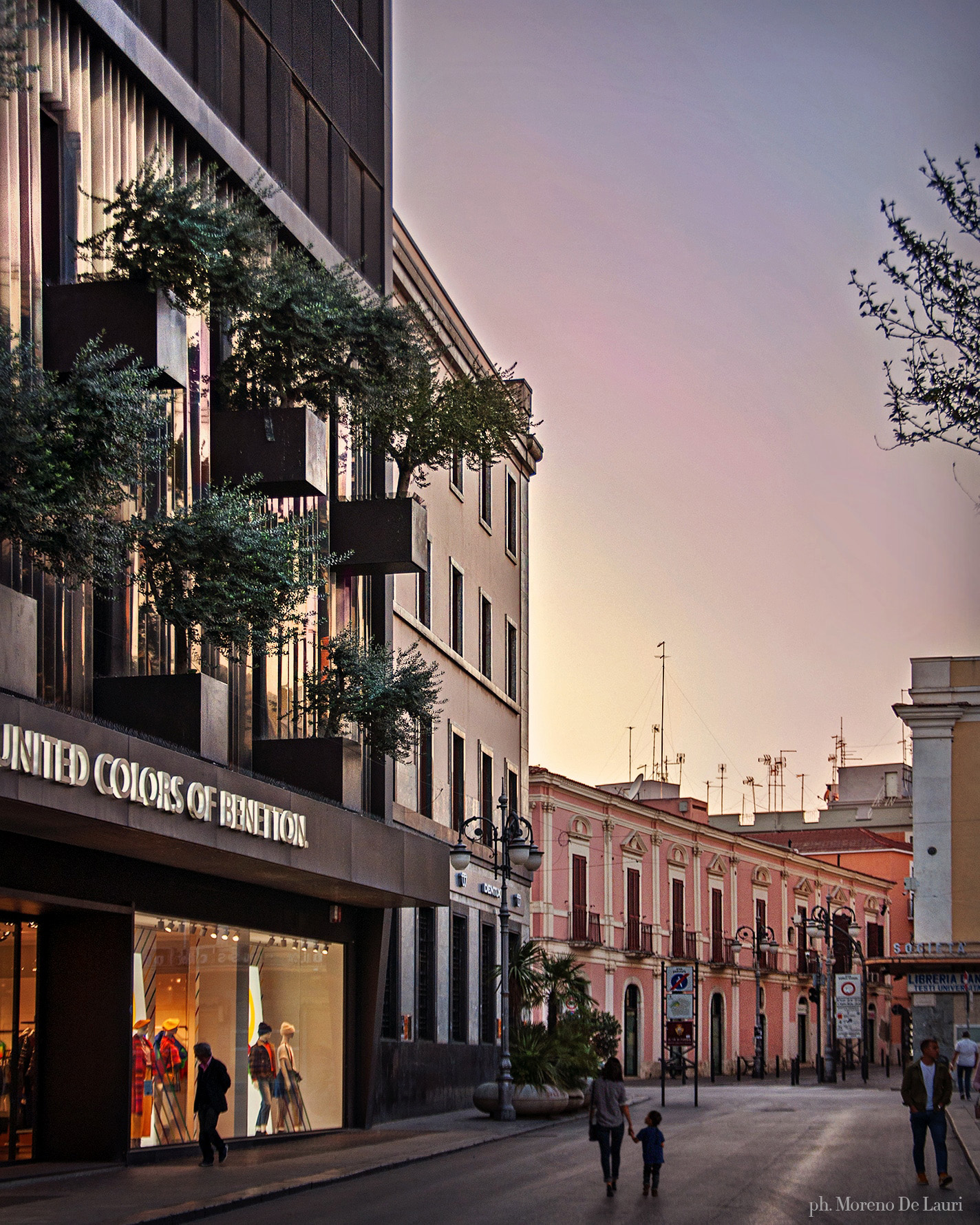
Palazzo Benetton con installazione verticale di Ulivi, tipico albero Pugliese. Un esempio di architettura moderna nel contesto del centro storico, su Corso Vittorio Emanuele.

## Monumenti e luoghi d'interesse
Nonostante Foggia sia stata danneggiata più volte da devastanti terremoti e dai bombardamenti della seconda guerra mondiale, numerose sono le testimonianze storiche e architettoniche del suo passato.

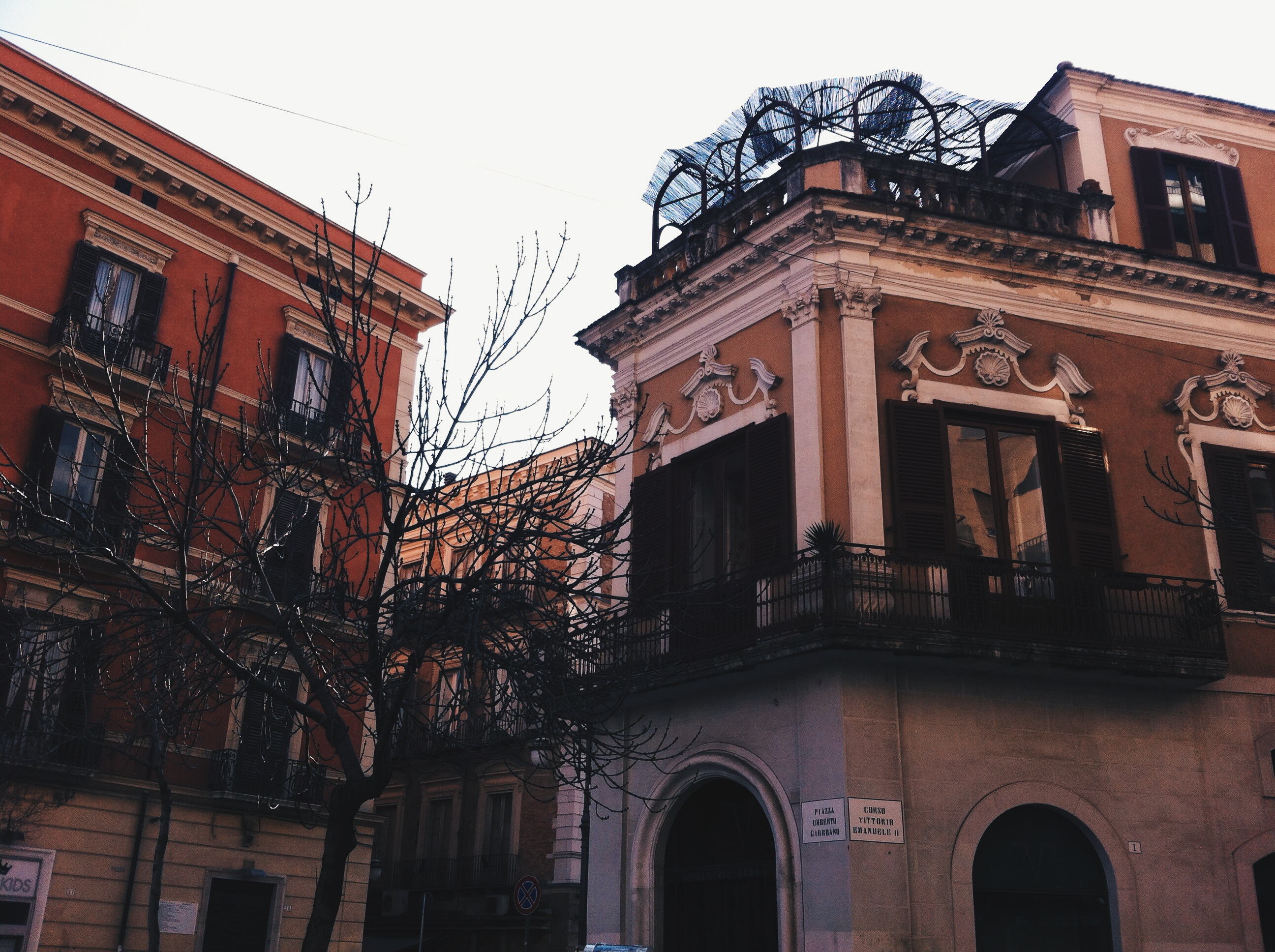
Angolo fra l'area pedonale e corso Cairoli

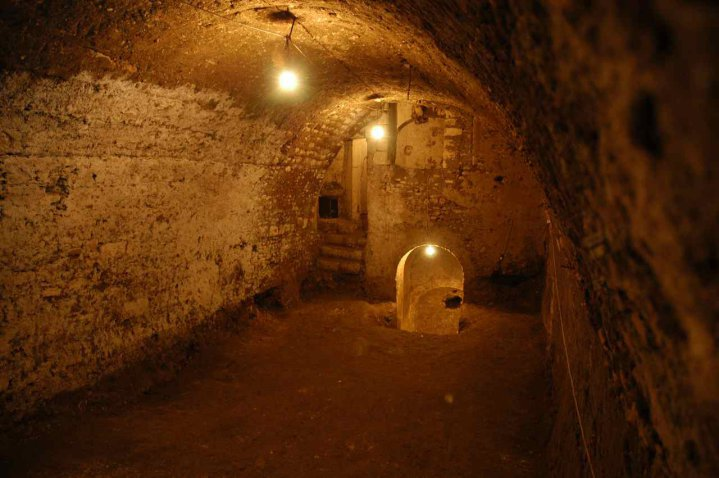
Ipogei di Foggia medievale

Il maggiore monumento cittadino è la Cattedrale, eretta nel XII secolo e più volte modificata. Essa conserva all'esterno buona parte dei prospetti romanici in pietra squadrata e scolpita, con il cornicione popolato di sculture e sul fianco sinistro il ricco portale di San Martino. Medievale è anche la cripta con i capitelli. In età barocca il tempio fu ristrutturato globalmente, all'esterno mutando la parte superiore dei prospetti e innalzando il campanile lapideo con coronamento a guglia e all'interno riplasmando in discreto stile rococò l'impianto architettonico, una croce latina con cupola a scodella decorata con sobri ornati a stucco. Nell'aula relativamente spaziosa spicca l'imponente altare maggiore settecentesco in marmi policromi con due grandi angeli marmorei scolpiti e firmati da Giuseppe Sanmartino. Sulla controfacciata, inoltre, troneggia una grande tela di Francesco De Mura, mentre altri preziosi altari napoletani del Settecento decorano le cappelle (due delle quali ospitano statue lignee di Giacomo Colombo). La cappella maggiore dell'Iconavetere si trova a lato del presbiterio, con cancellata bronzea e ricco altare marmoreo della fine del Seicento.

Nel territorio urbano emergono diversi luoghi di interesse storico e artistico. Tra questi la tardobarocca chiesa di Gesù e Maria, sita in Piazza Umberto Giordano, palazzo Dogana in piazza XX Settembre, la chiesa del Monte Calvario delle Croci (monumento nazionale), i tre archi di porta Arpana o porta Grande, l'arco del palazzo Imperiale di Federico II in piazza Nigri. Qui sorgeva uno dei palazzi Imperiali dell'Imperatore svevo che, come si legge sull'epigrafe dell'arco, considerava Foggia "reale e preferita sede imperiale". Nel centro storico della città è possibile visitare la Foggia sotterranea, ipogei urbani risalenti all'età medievale, in uno dei quali (ipogeo di San Domenico), grazie a scavi archeologici, risulta trovato il leggendario palazzo Imperiale di Federico II. Altre testimonianze del passato sono il pozzo di Federico II, sito nell'omonima piazza, e l'epitaffio, simbolo della transumanza, la chiesa di San Lorenzo in Carminiano sulla strada del Salice Nuovo e, nell'area alle porte della città dove sorgeva l'antica città dauna di Arpi, l'ipogeo della Medusa e la necropoli. Il parco archeologico di Passo di Corvo e gli scavi in essere nella villa comunale, testimoniano la presenza dell'uomo nel Tavoliere sin dal Neolitico.

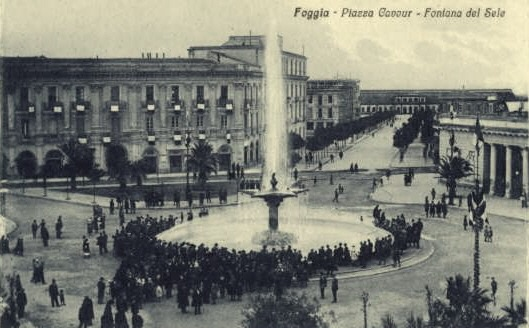
Inaugurazione della fontana del Sele nel 1924

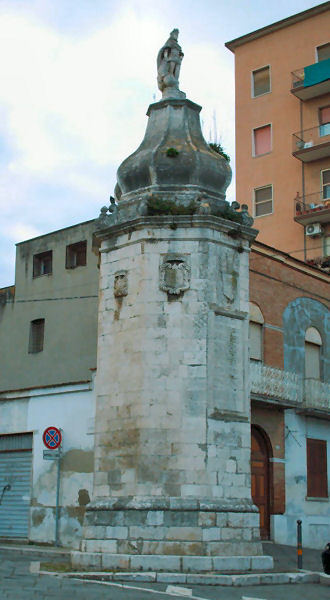
Epitaffio - simbolo della transumanza

Si trovano tante chiese, in stile barocco e rococò, disseminate su tutto il territorio della Foggia antica; tra queste risaltano la seicentesca chiesa dei Morti sita in piazza Purgatorio, restaurata, e la chiesa della Madonna Addolorata, sita nell'omonima piazza alla quale si accede attraverso un arco che ne riprende il nome. Uscendo dal centro storico, di fronte ai Tre Archi in piazza Piano delle Croci, spicca la chiesa di San Giovanni Battista dalla sobria facciata barocca. Accanto a questi spicca anche la vasta villa comunale con austero propileo neoclassico, che rappresenta per dimensioni il secondo giardino pubblico dell'Italia centro-meridionale e fu realizzata nel XIX secolo sul modello della villa Floridiana di Napoli. Il palazzo delle Poste è in stile liberty e la fontana del Sele, che si trova in piazza Cavour, fu inaugurata il 21 marzo 1924.
Nei dintorni del centro urbano sorgono Borgo Segezia, il santuario dell'Incoronata, la rocca di Ponte Albanito e Arpinova, importanti siti religiosi, storici e archeologici.

### Architetture religiose

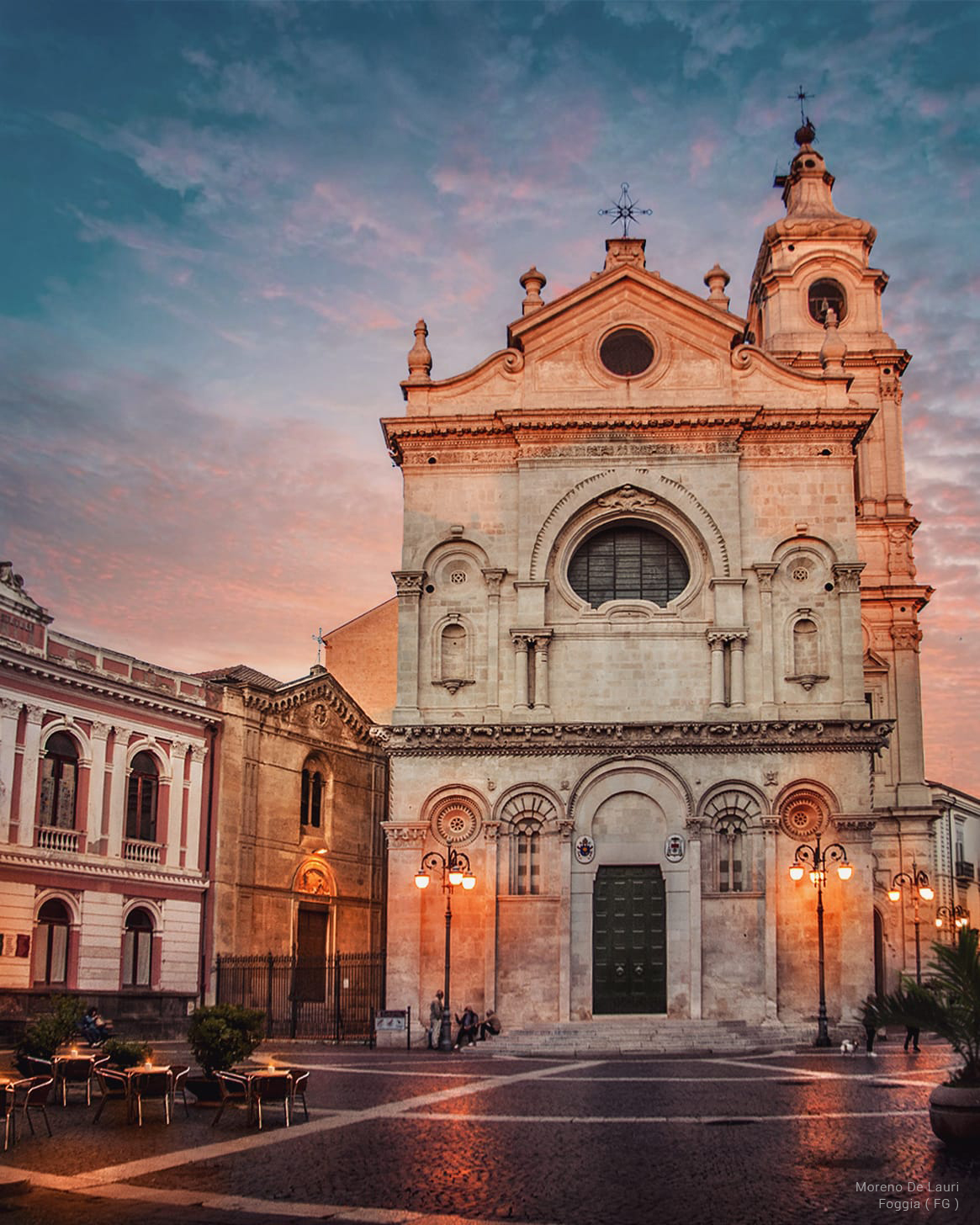
Cattedrale "Beata Maria Vergine Assunta in cielo"

#### Chiese
Le chiese di Foggia sono cinquantuno e la loro storia si intreccia con la storia religiosa, sociale ed artistica della città. Tra di esse da segnalare la cattedrale di Foggia, la chiesa delle Croci o di Monte Calvario (monumento nazionale), la chiesa di San Tommaso (la più antica della città) e chiesa di San Giovanni Battista. La chiesa della Beata Maria Vergine Madre di Dio Incoronata, presso Borgo Incoronata, frazione di Foggia, è da oltre un millennio meta di turismo religioso.

#### Chiesa delle Croci
Quando re Alfonso d'Aragona, nel 1447, istituì la dogana delle pecore, numerosi pastori della Puglia, del Molise e dell’Abruzzo scendevano nella pianura foggiana con decine di migliaia di greggi al pascolo. Ebbene, all’incrocio di due importanti tratturi, appena fuori dalla città di allora, nacque questa chiesa meta di tutti i forestieri che entravano in ogni luogo sacro che incontrassero lungo il loro tragitto. Infatti sulla sommità dell’arco trionfale, da un lato del cornicione si legge una scritta in latino: O vos omnes qui transitis per viam attendite et videte si est dolor sicut dolor meus.

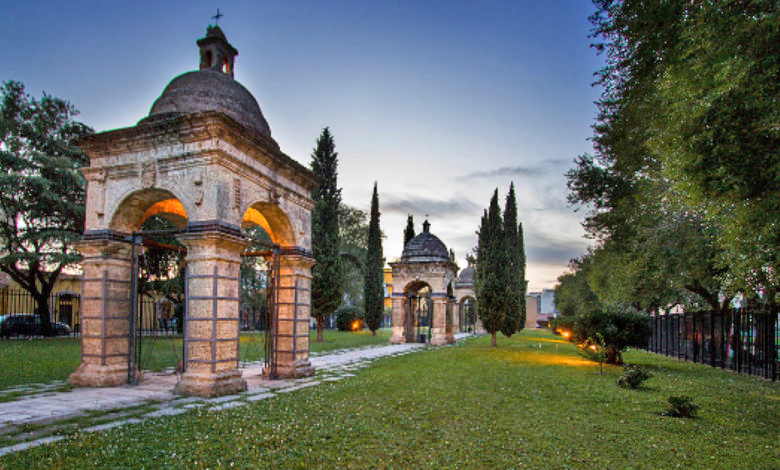
Chiesa delle Croci

Sembra praticamente scontato, dopo il vaglio di numerosi documenti storici, che la chiesa sia stata costruita a partire dal 1693 per opera del padre cappuccino Antonio da Olivadi che al suo arrivo trovò una città piegata dalla siccità e cominciò il suo lavoro di religioso, per ridare speranza e fede alla povera gente. Un giorno, dopo una predicazione, diede inizio ad una processione penitenziale e miracolosamente iniziò a piovere. Lungo il tragitto percorso, che era all’incrocio fra i due tratturi importanti per la transumanza, piantò sette croci di legno. Esse possono avere letture diverse, essere cioè il percorso della Via Crucis o le sette spade nel cuore dell’Addolorata (l’antica via Matris). Le croci furono racchiuse, dal popolo devoto, in un recinto di pietre e su ciascuna di esse fu costruita una cupoletta sostenuta da quattro archi: per tale opere furono spesi circa seimila scudi in parte raccolti dai fedeli e per gran parte sborsati dalle famiglie più ricche dell’epoca. Successivamente le cappelline furono ridotte da sette a cinque per creare lo spazio necessario alla costruzione della chiesa.

### Architetture civili

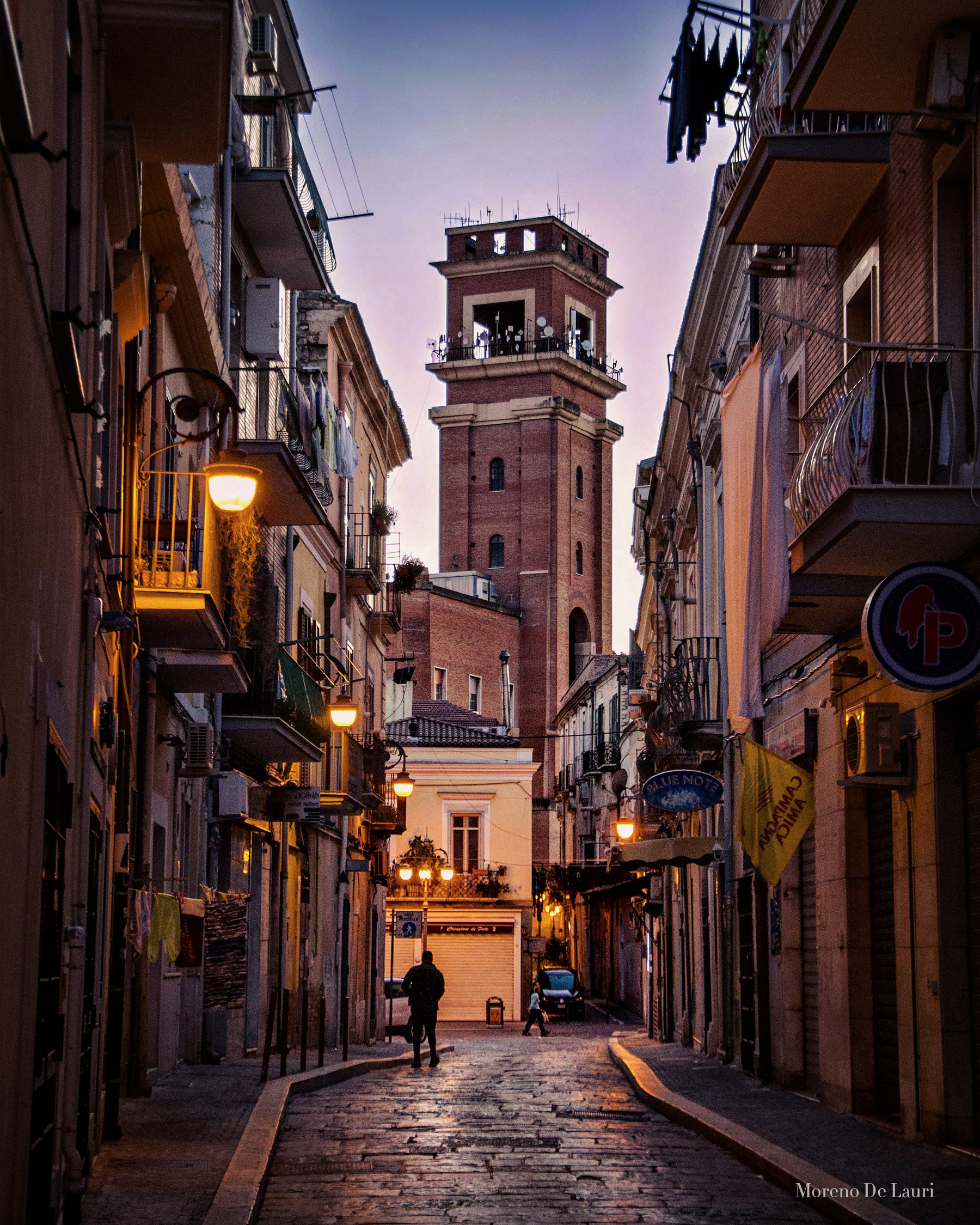
Torre del Municipio

#### Palazzi storici
- i palazzi federiciani:
  - la reggia federiciana
  - il palazzo della Pianara
  - la caserma di cavalleria
- i palazzi signorili:
  - Palazzo Buongiorno (XVIII secolo)

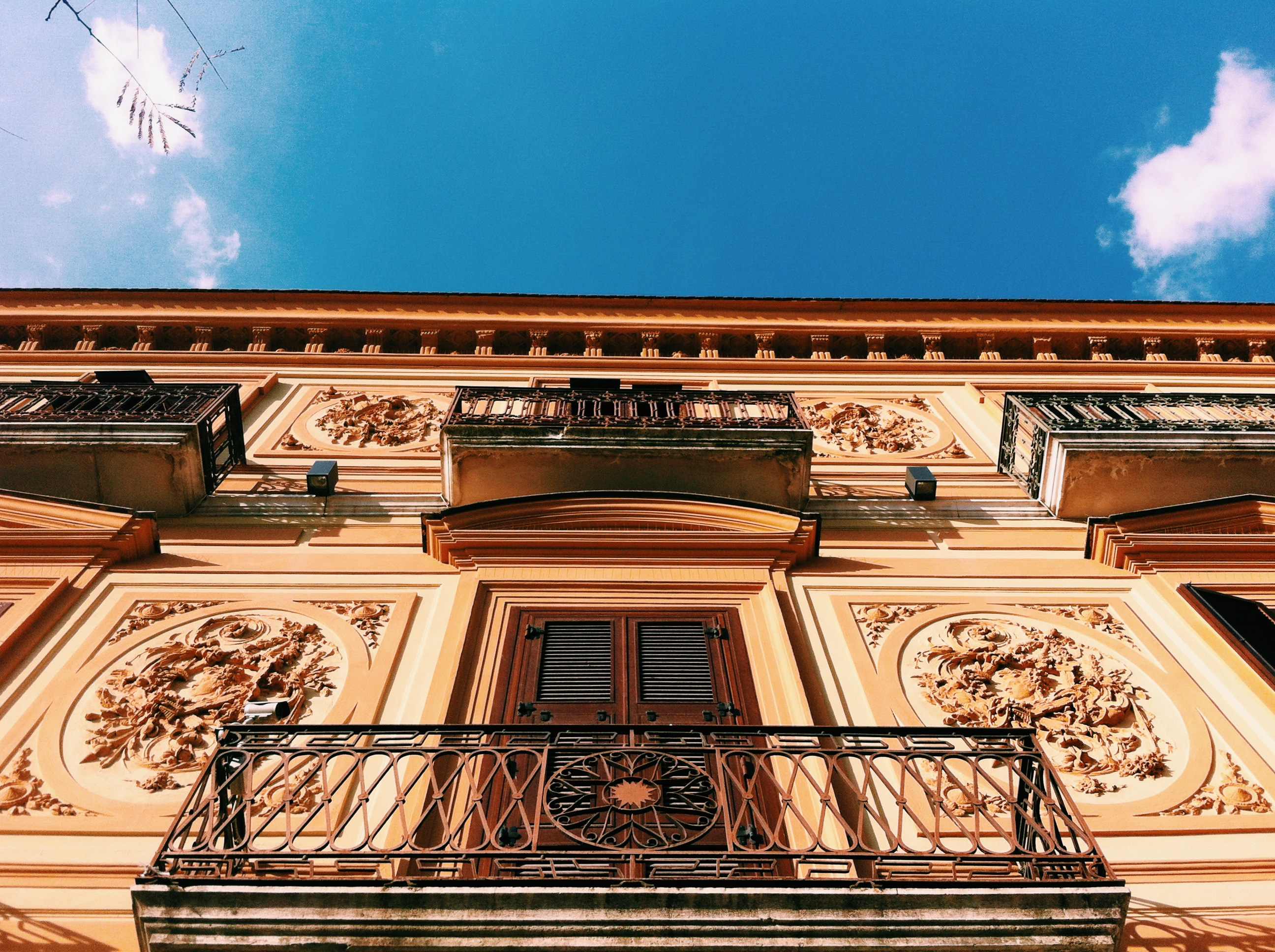
Particolare di un palazzo su via Lanza

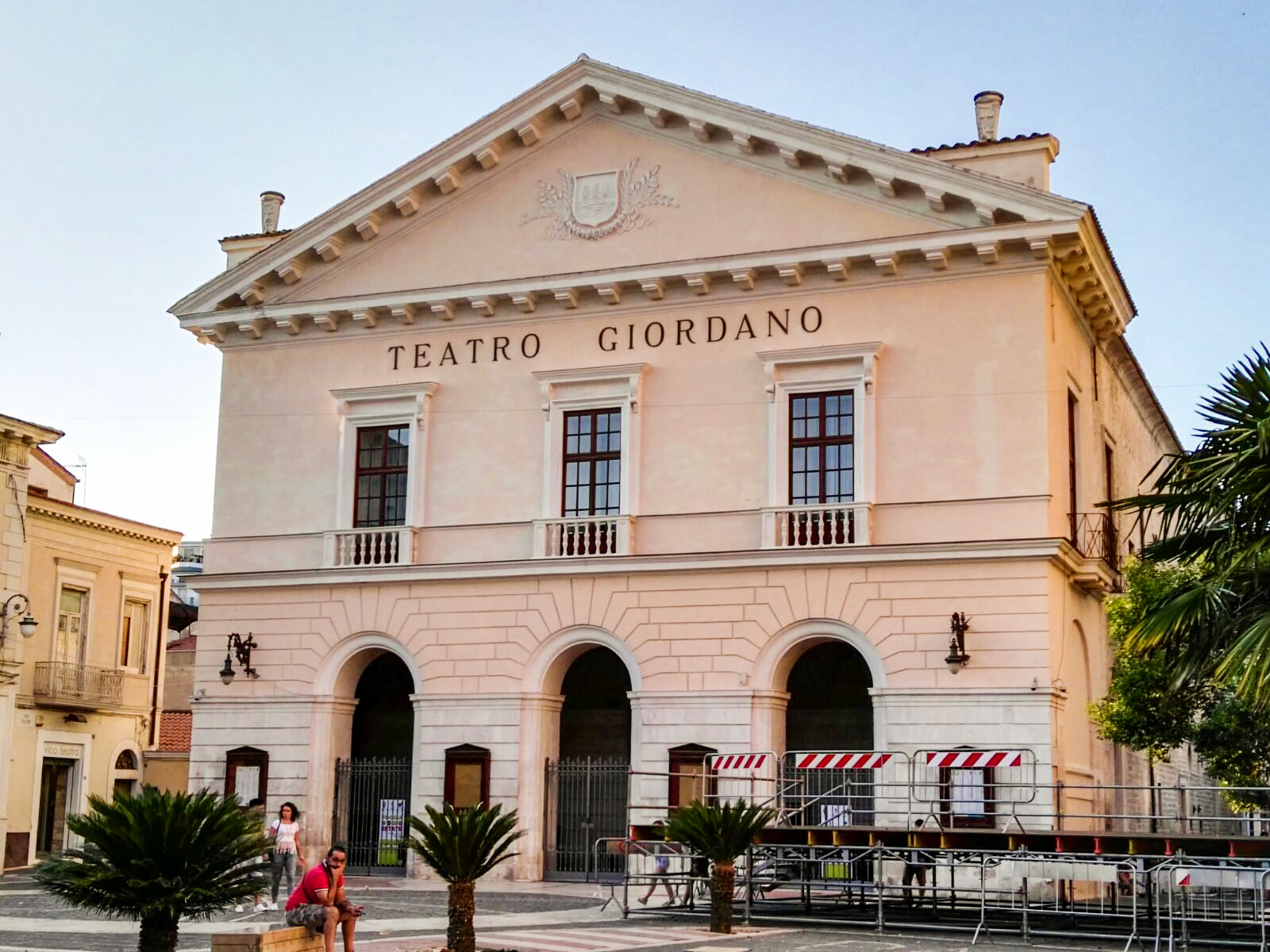
Teatro Umberto Giordano

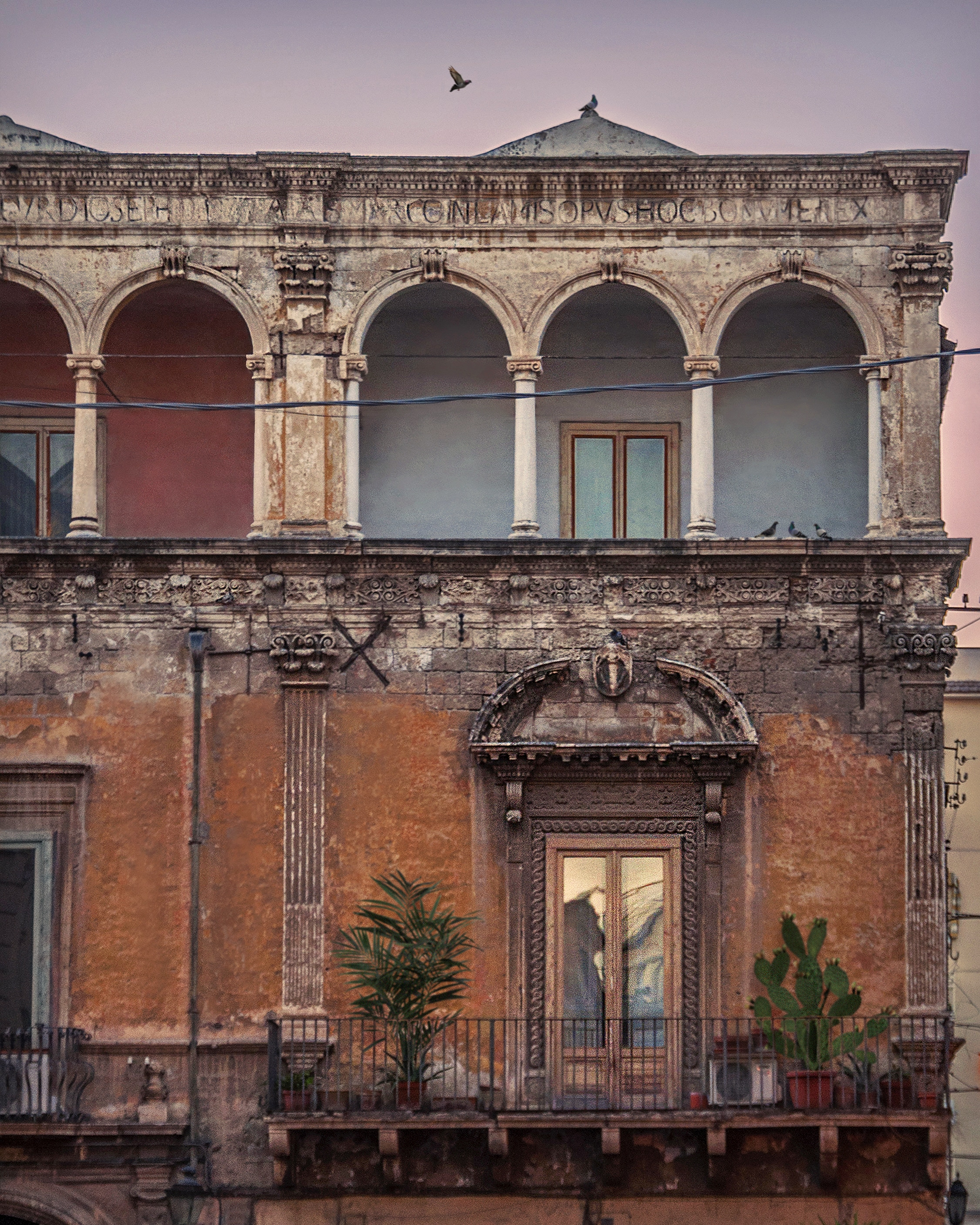
Il palazzo De Vita De Luca, dal caratteristico loggiato. Costruito nel 1545 in via Arpi, nei pressi della Cattedrale, fu comprato nel 1696 dal reverendo Giuseppe De Vita. Sul cornicione del palazzo spicca l'iscrizione: Ut videat et videatur D. Joseph De Vita a S. Marco in Lamis opus hoc bonum erexit A.D. MDLCXVII.

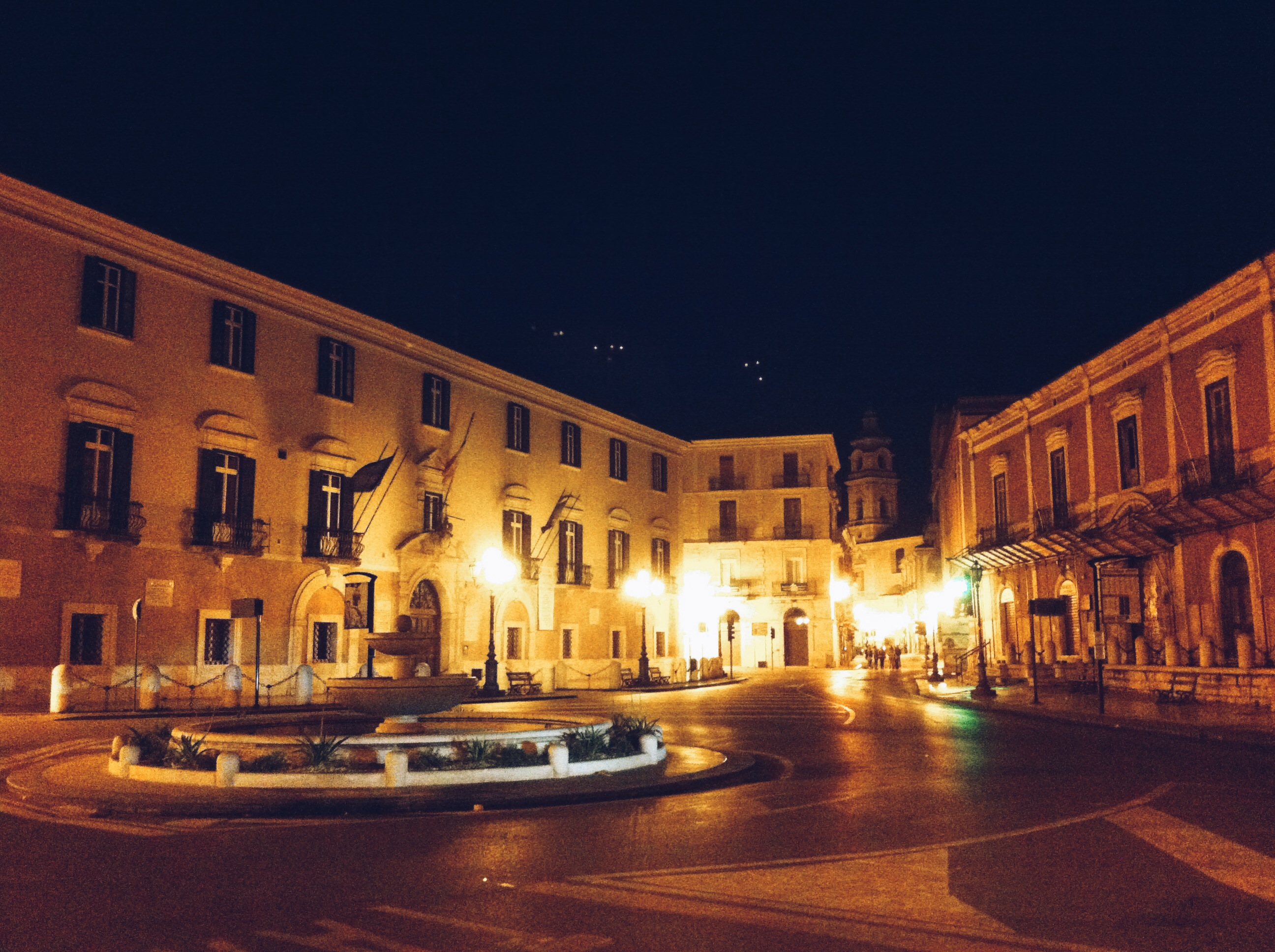
Palazzo Dogana di sera

  - Palazzo Celentano-Rosati (XVIII secolo)
  - Palazzo Del Vento (XVIII secolo)
  - Palazzo Siniscalco-Ceci (XIX secolo)
  - Palazzo De Vita De Luca (XVII secolo)
  - Palazzo Marzano (XVIII secolo)
  - Nuovo Palazzo della Dogana (XVIII secolo)
  - Palazzo Brancia-Farina (XIII secolo)
  - Il Palazzo delle Statue. Questo edificio è così chiamato per merito delle 6 sculture presenti sul terrazzo della struttura di piazzale Italia.Palazzo d'Angiò (XIII secolo)

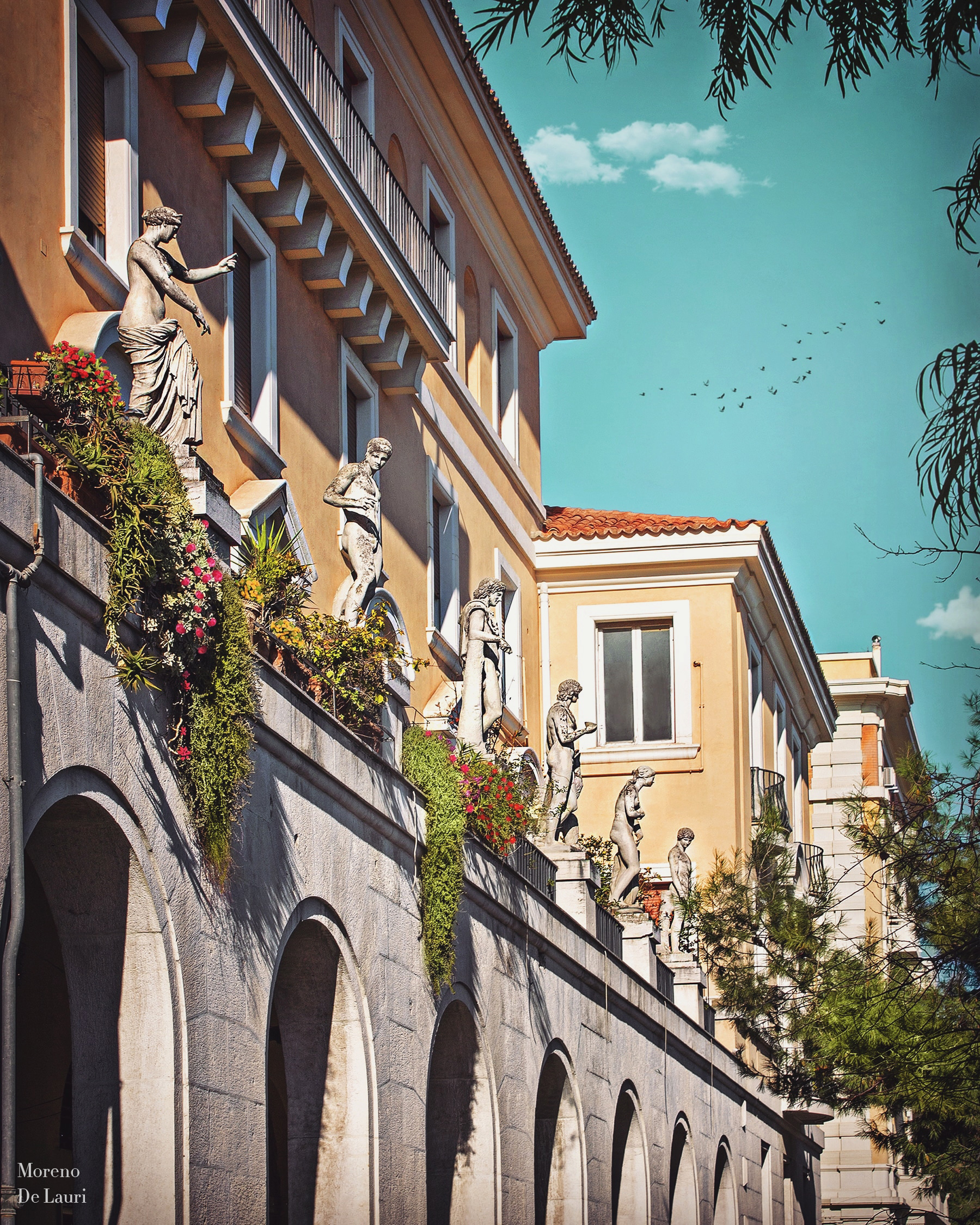
Il Palazzo delle Statue. Questo edificio è così chiamato per merito delle 6 sculture presenti sul terrazzo della struttura di piazzale Italia.

  - Palazzo De Carolis (XVIII secolo)
  - Palazzo Pepe (XVIII secolo)
  - Palazzo Figliolia (XVIII secolo)
  - Palazzo Ricciardi (XVIII secolo)
  - Palazzo Villani (XVIII secolo)
  - Palazzo Filiasi (XVIII secolo)
  - Palazzo Freda (XVIII secolo)
  - Palazzo San Gaetano (XIX secolo)
  - Palazzo San Leonardo (XIII secolo)
  - Palazzo Scillitani (XVIII secolo)
  - Palazzo Trifiletti (XVIII secolo)
  - Palazzo Barone (XVIII secolo)
- Altri palazzi:
  - Palazzo vescovile
  - Prefettura
  - Palazzo di città
  - Palazzo della Banca d'Italia (poi diventato sede dell'Accademia di belle arti)
  - Palazzo del Banco di Napoli
  - Conventino
- Palazzi del Novecento:
  - Palazzo Consorzio Bonifica
  - Palazzo Caserma Miale
  - Palazzo delle Poste
  - Palazzo delle Statue
  - Palazzo dell'acquedotto
  - Palazzo di Giustizia
  - Palazzo Maria Grazia Barone
  - Palazzo degli Studi
  - Palazzo Rubino
  - Palazzo degli Uffici Statali

#### Palazzo Dogana
Degno di nota, fra le architetture civili foggiane, è il palazzo Dogana. Costruito nel XV secolo, era la sede della Regia Dogana della Mena delle Pecore di Foggia e divenne punto nevralgico per l'Italia meridionale nello scambio di merci.

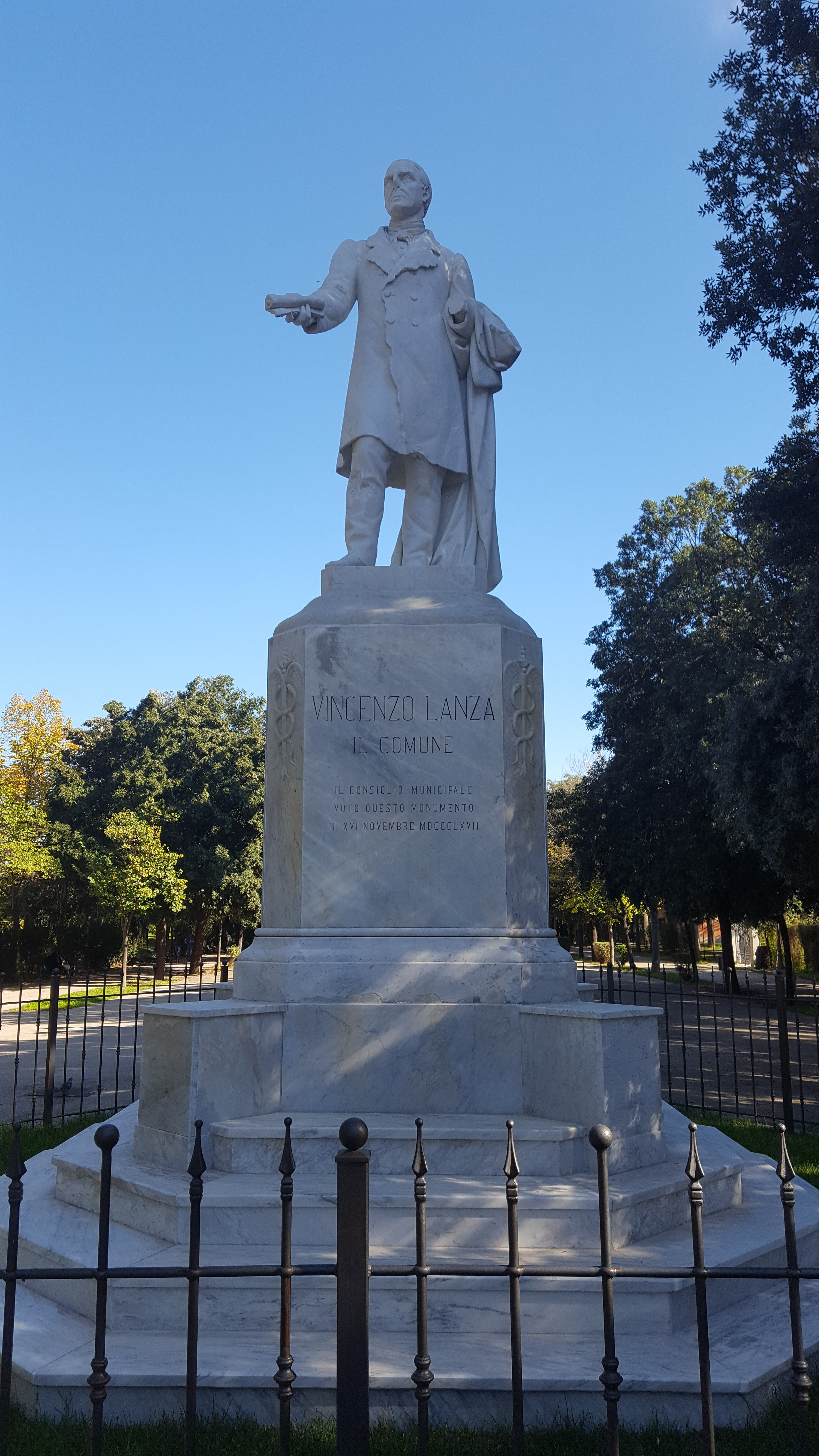
Statua di Vincenzo Lanza all'interno della Villa comunale

Il fatto che la cultura pugliese e quella abruzzese siano così accomunate può essere imputabile alla presenza di questo edificio che, nei secoli, ha segnato il termine del viaggio dei pastori che praticavano la transumanza dall'Aquila a Foggia stessa.
Nel luglio del 2013 è arrivata la comunicazione dell'UNESCO che ha eletto il palazzo a Monumento e Sito messaggero di una Cultura di Pace.

#### La villa comunale

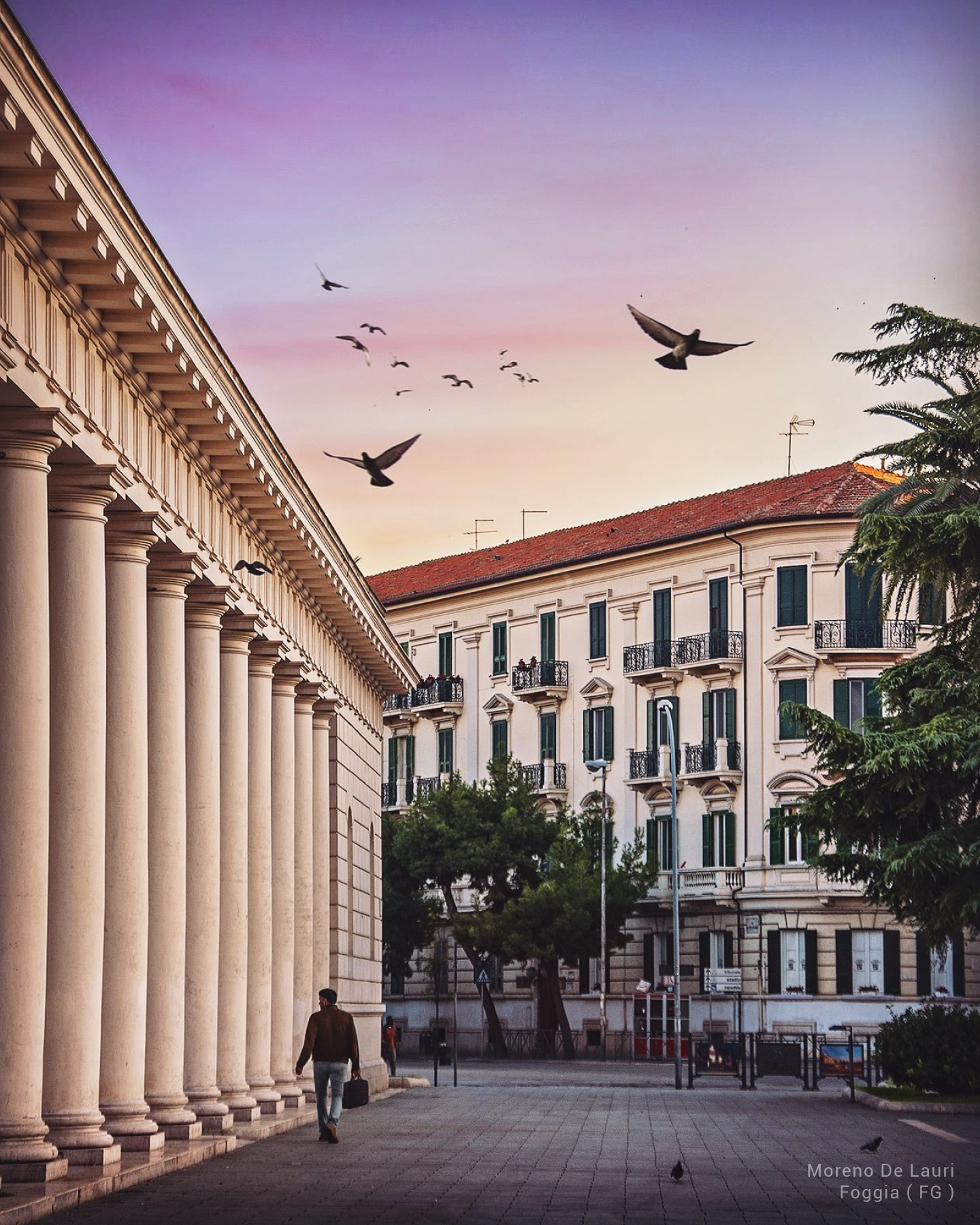
Pronao Villa comunale

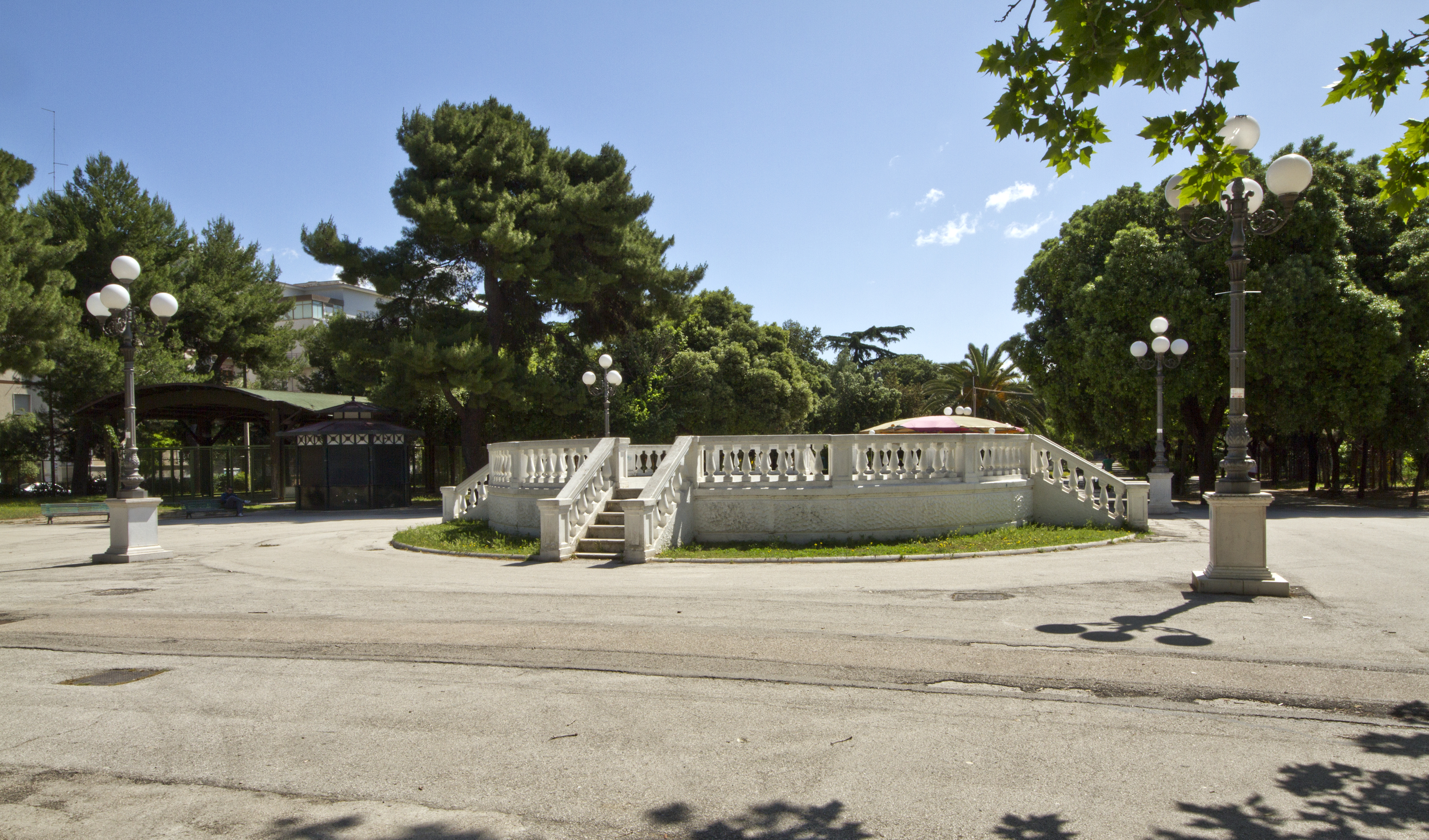
Interno Villa Comunale

Rappresenta il parco urbano più grande del Sud, dopo la Villa Floridiana di Napoli. L'ingresso principale è costituito dall'imponente pronao, composto da 28 colonne di ordine tuscanico disposte in doppia fila, progettato nel 1820 dall'ingegnere Luigi Oberty, cui si deve anche il disegno della facciata della chiesa di San Francesco Saverio, del Teatro e dell'ospizio "Maria Cristina" e della chiesa della Madonna della Croce (o della Neve).
Già nel 1806 Gioacchino Murat aveva proposto la costruzione di "casini" e giardini ai lati di una villa pubblica. La città-giardino, che sarebbe sorta intorno alla villa, sarebbe stata lottizzata e offerta in vendita.
Ma nessuno rispose, perché i "decurioni" si opposero alla divisione del territorio di "Pila e Croce"
Fu aperta solo una villa, la cosiddetta Villa Reale che nel piano del 1819 non comprendeva né le 700 versure né le 600 versure. Costruito nel 1827, il pronao o propileo della Villa Comunale fu distrutto dai bombardamenti della seconda guerra mondiale, venne poi riedificato nel 1950.
Le nicchie del pronao sostituirono le precedenti finestre e non contennero mai delle statue reali. Le statue dei reali borbonici vennero richieste agli scultori Giuseppe Tacca e Tito Angelini per le nicchie del ridotto del Real Teatro Ferdinando, come confermato dalle ricerche dello studioso Antonio Vitulli, pubblicate nel suo lavoro sui teatri di Foggia nei secoli XVIII e XIX.

#### Teatri

##### Teatro Umberto Giordano
I lavori per la costruzione del Teatro Comunale a Foggia iniziarono nel 1825 e terminarono nel 1828, anno in cui fu inaugurato e intitolato a re Ferdinando. Era uno dei più importanti teatri del regno e il più antico dopo il San Carlo di Napoli. Il progetto si deve all'architetto napoletano Luigi Oberty che gli impose il raffinato stile neoclassico, in voga a quei tempi e che arricchisce molti scorci della Foggia ottocenteca. Il teatro però risultò essere insufficiente per ospitare il grande pubblico foggiano cosicché, a pochi anni dall'apertura, fu ampliato e l'iniziale progetto dell'Oberty fu rivisitato sostituendo all'originario peristilio a sei colonne tre ampi fornici e le finestre del primo piano furono tramutati in balconi. Al suo interno rivela la tipica forma a ferro di cavallo, tipico dei teatri all'italiana, con tre ordini di palchi decorati con stucchi; l'ampia volta che lo ricopre non è decorata sfarzosamente, ma è impreziosita da un pregevole lampadario di cristalli. Grande attenzione fu data alla sistemazione del ridotto che è decorato con quattro statue dei sovrani del tempo: Francesco I e Maria Isabella e i successori Ferdinando II e Maria Teresa. Il nome del teatro passò dopo l'unità d'Italia da "Real Teatro Ferdinando" a "Teatro Dauno" e nel 1928 fu dedicato al compositore foggiano Umberto Giordano. Il Teatro Comunale è stato soggetto dal 2007 ad una fase di restauro e ristrutturazione, oggetto di numerose polemiche. Finalmente il 10 dicembre 2014 il Teatro “Giordano” di Foggia, chiuso da otto anni per lavori di restauro, ha riaperto i battenti, per l'occasione è stato chiamato a dirigere un concerto dell'Orchestra giovanile “Cherubini” il maestro Riccardo Muti, dando così inizio alla nuova stagione artistica sotto la direzione di Michele Placido.

### Architetture militari

#### Mura e porte della città
In un documento del 1583 conservato alla Biblioteca Angelica di Roma, viene mostrata la pianta di Foggia, la quale era circondata da mura, ora distrutte, che si aprivano in cinque porte, una per ogni borgo ad eccezione del borgo "Carmine Vecchio" o "dei mastri carradori". Solo la porta arpana è ancora esistente, mentre le altre porte sono state distrutte. Le porte sono:

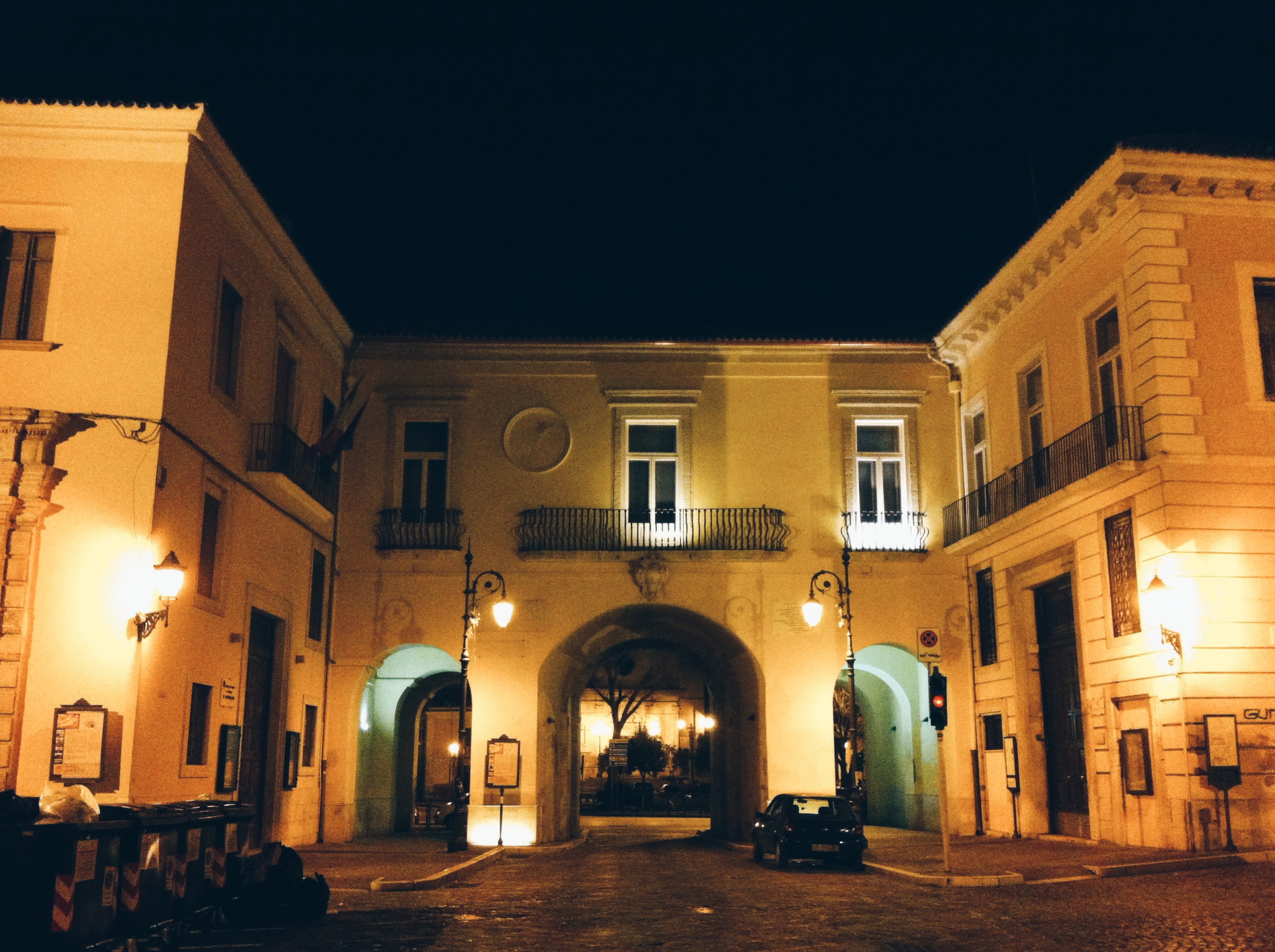
Porta Arpana, meglio conosciuta come "I Tre Archi"
Porta Arpana o Porta Reale è stata la prima porta delle mura e anche la più grande, ancora esistente, e si trova all'inizio di via Arpi. Essa, ai tempi di Federico II di Svevia segnava l'ingresso nella città, poi ha incominciato a segnare l'entrata del "Borgo dei Sellai" che si estendeva fino all'attuale stazione ferroviaria. Esso, a raggiera, era il sesto borgo di Foggia. Adesso la porta Arpana è affiancata da altri due archi, fatti costruire nel 1947.
I "Tre Archi", come viene chiamata la Porta Arpana, dividono idealmente su via Arpi il Conservatorio intitolato a Umberto Giordano e il museo civico, ricco di ritrovamenti anche legati al passato neolitico della città.

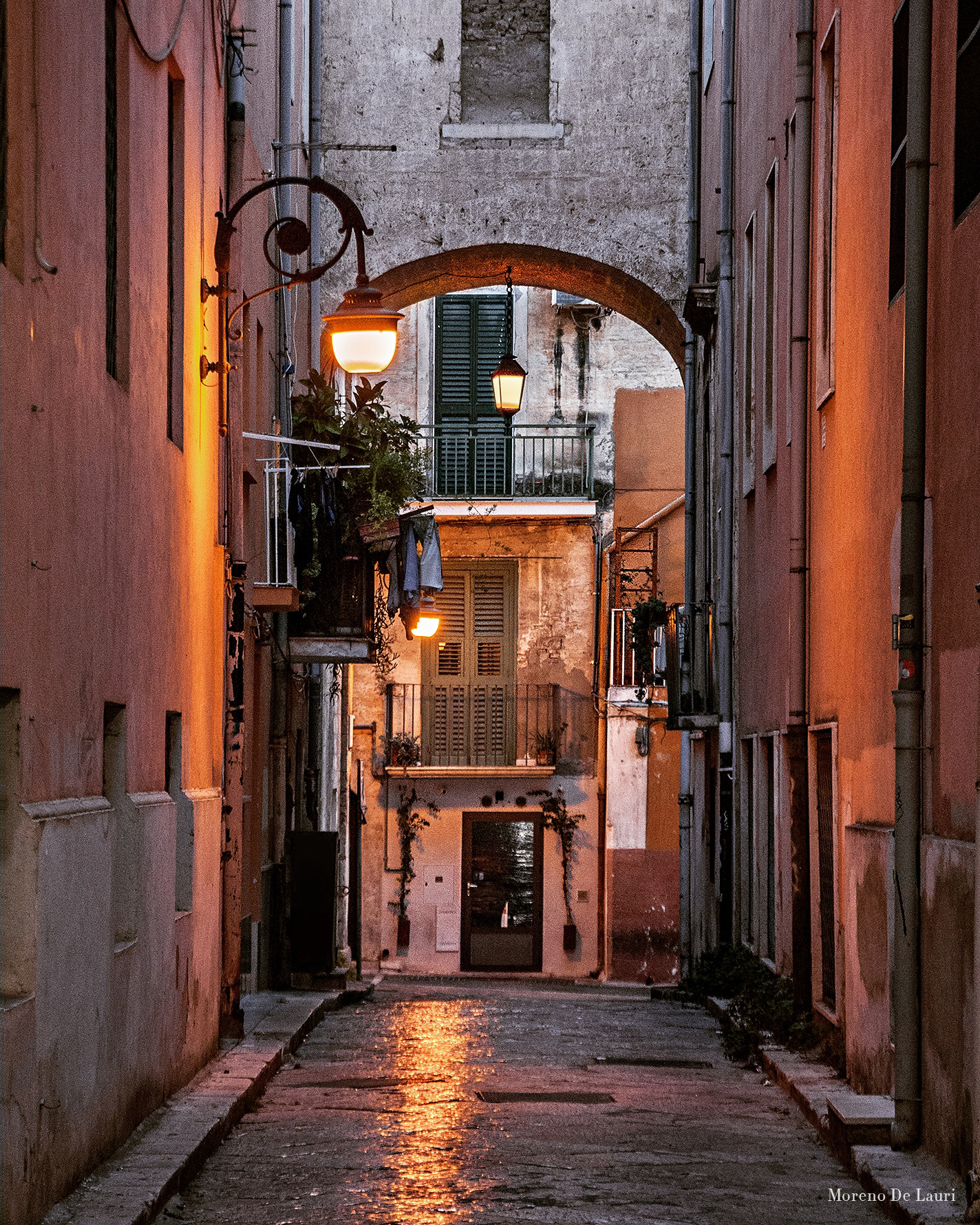
Uno dei tanti vicoli del Borgo antico di Foggia

Porta di San Tommaso o Porta Luceria o Porta Nuova
La seconda porta di Foggia, costruita nel 1642 e demolita nel 1867, la porta di San Tommaso prende questo nome poiché si trovava proprio vicino alla Chiesa di San Tommaso e segnava l'entrata nel "Borgo Croci", ancora esistente, e che a raggiera, è il primo borgo di Foggia.
Porta Ecana o Porta Troia o Porta di Sant'Agostino
Costruita nei pressi della vecchia chiesa di Sant'Agostino in via Arpi (ora spostata), questa porta, la terza di Foggia, segnava l'entrata nel "Borgo Caprai", che a raggiera era il secondo borgo di Foggia.
Porta Reale o Porta piccola
Questa porta, la quarta di Foggia, fu costruita nelle vicinanze di una banca commerciale tra via Duomo e corso Garibaldi, segnava l'entrata nel "Borgo Rignano", che a raggiera era il quarto borgo di Foggia.
Porta di San Domenico
La quinta porta di Foggia, una volta ubicata a livello dell'omonima chiesa segnava l'entrata nel "Borgo Scopari" o "Borgo Giuncai", che a raggiera era il quinto borgo di Foggia.
Le mura, non erano solo esterne alla città, ma anche interne, infatti vi erano le Mura di Corso Garibaldi, che segnavano l'entrata nel terzo borgo di Foggia, ovvero "Borgo Carmine Vecchio" o "Borgo dei mastri carradori"

### Altro

#### Parchi - Passeggiate
- Parco Naturale Regionale Bosco Incoronata. Area naturale protetta, situata nei pressi di Borgo Incoronata. Il parco comprende, oltre il bosco dell'Incoronata, parte del Sito di Importanza Comunitaria proposto (pSIC) denominato "Valle del Cervaro - Bosco dell'Incoronata" ricadente nel perimetro del comune di Foggia. Al suo interno si erge il santuario della Madonna Incoronata, meta internazionale di pellegrinaggi sin dal sec. XI e primo luogo occidentale di apparizione mariana. Numerosi percorsi presenti nel bosco, di diversa lunghezza.
- Villa Comunale - Parco Karol Wojtyla. È il secondo parco pubblico più grande dell'Italia centro meridionale. All'interno è presente uno scavo archeologico relativo a un villaggio del Neolitico e un bosco su una piccola collina.
- Parco San Felice, comprendente piste ciclabili e pedonali, campi sportivi, un anfiteatro e un'infrastruttura a disposizione della cittadinanza.
- Parco ex Ippodromo "Campi Diomedei" - in fase di realizzazione e annessi scavi archeologici. Approvato un progetto per renderlo il parco urbano più grande d'Italia,[senza fonte] con diversi percorsi pedonali, ciclabili ed equestri. Valorizzazione dell'area archeologica del Neolitico.
- Parco Colonnello D'Avanzo;
- Parco Volontari per la Pace;
- Parco dei Fiori, nel quartiere Macchia Gialla;
- Largo Sant'Anna, nel popolare e storico Borgo Croci.

#### Piazze di maggiore interesse

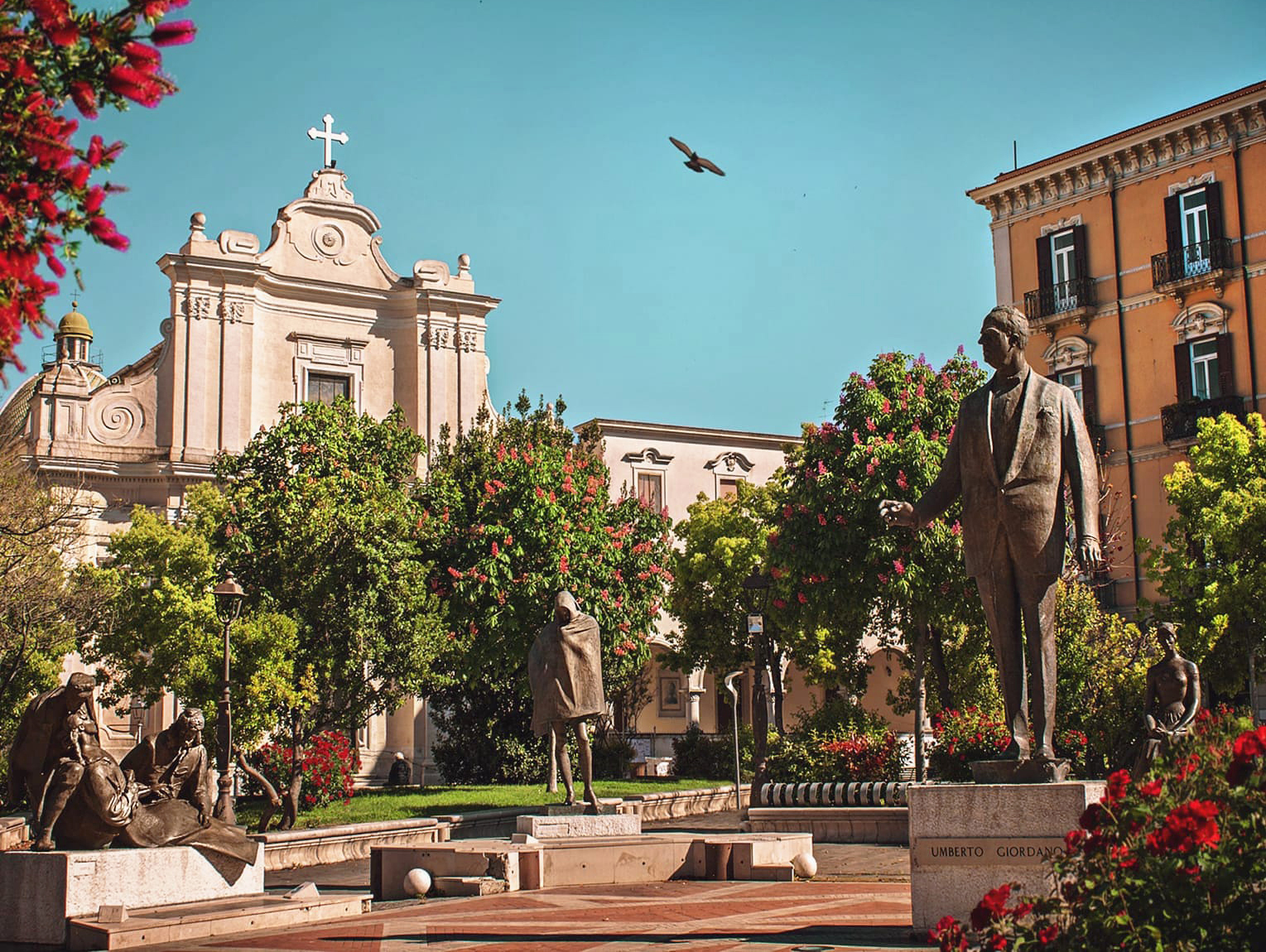
Piazza Umberto Giordano

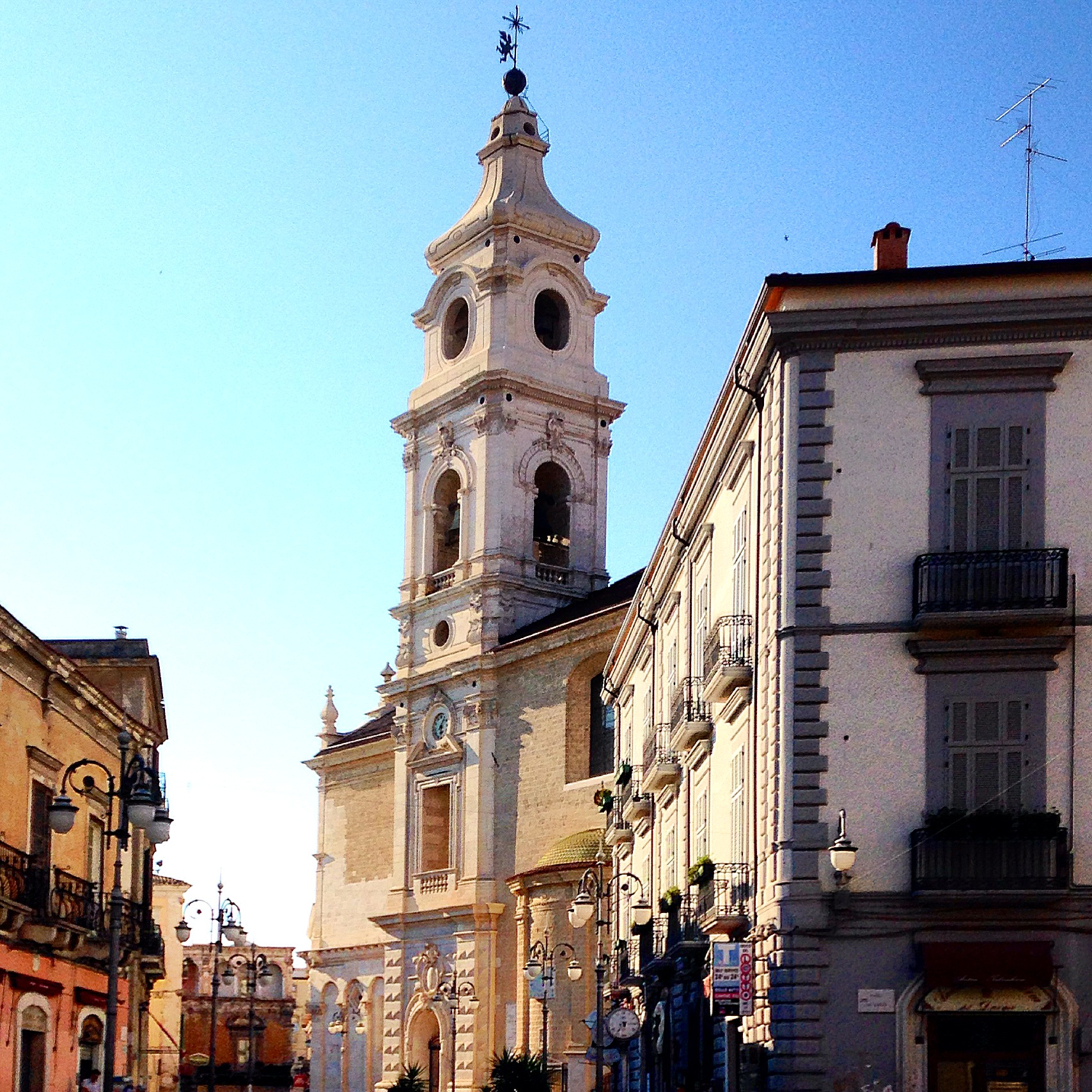
La piazzetta di Foggia

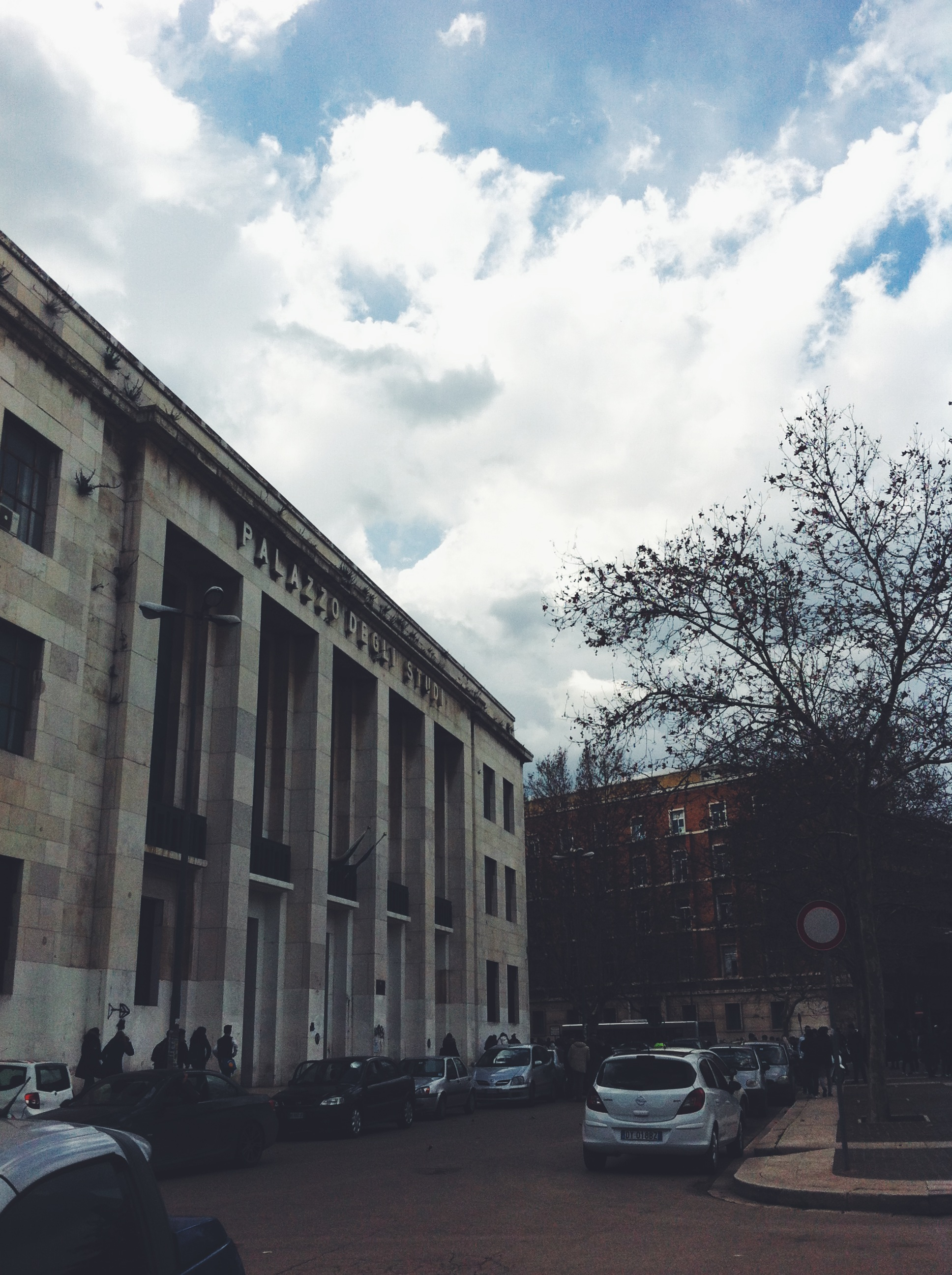
Liceo classico intitolato a Vincenzo Lanza sito in piazza Italia.

- Piazzale Italia: un tempo priva di una denominazione propria, era indicata con lo stesso nome della caserma "Miale da Troia" (poi diventato sede della Polizia di Stato) che vi si affaccia. Si chiamò così sino al 4 giugno 1928, giorno in cui Vittorio Emanuele III, re d'Italia, si recò a Foggia per scoprire le due lapidi poste sulla facciata della caserma, recanti il "Proclama dell'entrata in guerra" e il "Bollettino della Vittoria" e per inaugurare il cosiddetto "Parco della Rimembranza", costituito da cinquecento alberi di pino, ciascuno adornato da tripode recante una targhetta in ferro smaltato con il nome di un eroe caduto nel corso della prima guerra mondiale.

La piazza venne poi denominata piazza XXVIII Ottobre a ricordo dell'episodio rivoluzionario che, al comando di Giuseppe Caradonna, partì da quel luogo il 22 ottobre 1922 per congiungersi ai fascisti armati che si erano concentrati a Santa Marinella, Monterotondo e Tivoli, onde partecipare il 29 ottobre dello stesso anno alla marcia su Roma, predisposta da Benito Mussolini allo scopo di conquistare il potere.
Dopo qualche anno, il 4 novembre 1931, il parco venne arricchito da due pali, posti su grandi basi artistiche in pietra, di circa trentacinque metri ciascuno, denominati "Antenne della Vittoria", sui quali venivano issati, nei giorni festivi, il tricolore e il drappo recante i colori della città: con la guerra e i bombardamenti il parco subì estesi danni. Dopo l'armistizio, durante il periodo della ricostruzione, la piazza fu intitolata al navigatore genovese Cristoforo Colombo. La denominazione di piazzale Italia risale al 22 ottobre 1959, quando vi fu trasferito il monumento ai caduti in guerra, opera dello scultore Amleto Cataldi, precedentemente collocato in piazza Lanza, poi diventata piazza Giordano; il monumento ai caduti in guerra fu inaugurato solennemente il 4 giugno 1929 dal re Vittorio Emanuele III. Nello stesso luogo sorgeva precedentemente il monumento a Vincenzo Lanza, opera dello scultore Beniamino Calì, inaugurato il 22 ottobre 1871. La piazza si presenta risistemata per evidenziare il monumento ai caduti in guerra e i palazzi (la caserma "Miale da Troia", il palazzo degli Studi, il palazzo delle Statue, il palazzo dell'Università) che ne determinano il perimetro.
- Piazza Umberto Giordano, che è stata restituita alla città nel 2008 dopo un dovuto restauro, possiede molte statue. La principale è dedicata ad Umberto Giordano, costruita dal veneziano Romano Vio nel 1962. La statua in bronzo è al centro e accanto ad essa sono riuniti gruppi riferiti alle sue opere più famose, come Mese Mariano, Siberia, Marcella, La cena delle beffe, Il re, Fedora e Andrea Chénier.
- Piazza Cavour: di forma pentagonale, è impreziosita al centro da una caratteristica fontana detta "Fontana del Sele", ma più comunemente "fontana di piazza Cavour", posta a ricordo del tempo in cui la città poté beneficiare, dopo lunghi anni di attesa, dell'acqua del Sele. A fare da sfondo alla piazza ottocentesca vi è l'elegante pronao in stile neoclassico che permette di accedere alla villa. Alla destra si stagliano le due cupole che sovrastano il palazzo dell'acquedotto pugliese, mentre alla sinistra fa da angolo la semplice facciata del palazzo che ospita l'università. Dei vari lati che racchiudono la piazza, uno di quelli che non sono stati toccati dalla ricostruzione di enormi edifici negli anni settanta è quello che ospita il palazzo Mandara, edificato nell'Ottocento.

Piazza XX Settembre; sulla sinistra palazzo Dogana illuminato del tricolore e in fondo il campanile della Cattedrale

- Piazza XX Settembre, largo settecentesco, ospita immobili di grande valore; a farne da sfondo il neoclassico colonnato bianco della chiesa di San Francesco Saverio, detta "delle colonne", ai lati la mole del palazzo della Dogana nuova, un tempo sede della provincia, utilizzato come contenitore culturale. Sul lato opposto il palazzo che ospita la sede dell'archivio di Stato. Di fronte al colonnato della chiesa, in fondo a via Duomo, si staglia il campanile della Chiesa Madre.
- Piazza del Pozzo Rotondo o piazza Federico II, sorge nell'antico centro storico in cui anticamente vi era un pozzo, probabilmente fatto costruire da Federico II. Fino agli inizi del Novecento in quel sito era posizionato il busto dell'insigne pittore Saverio Altamura. In epoca fascista il busto fu sostituito da una scultura che riprende le forme e le decorazioni di epoca federiciana di quello che doveva essere l'antico pozzo medievale e che faceva parte del palazzo federiciano; l'acqua scorre ancora in questo pozzo, anche se non è potabile.
- Piazza Salvatore Baldassarre, situata alla metà della via più antica della città, ospita una graziosa fontana a specchio d'acqua a ricordare quella realizzata nel 1831 dallo scultore Antonio Bassi, distrutta dai bombardamenti del 1943.

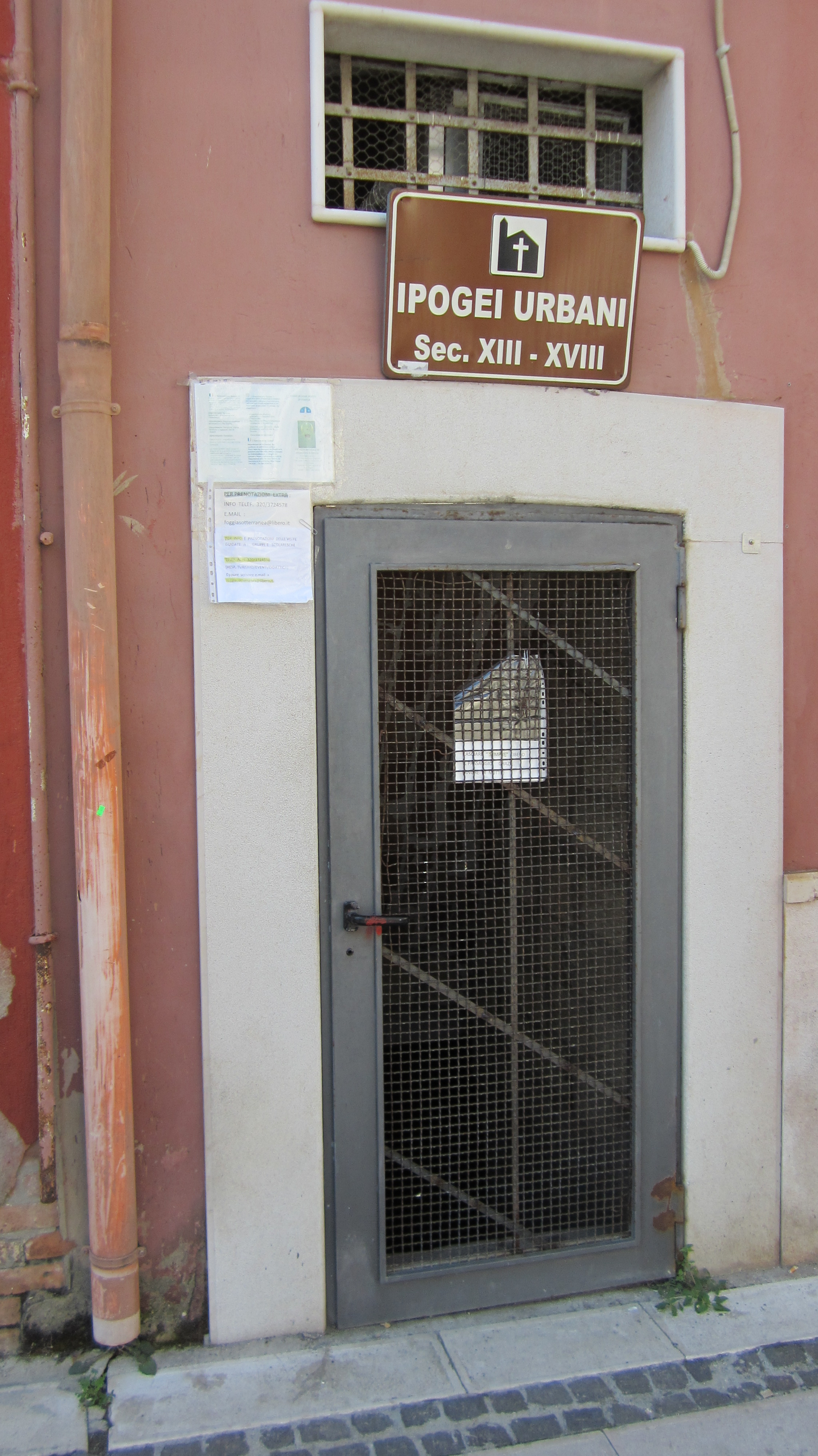
Accesso agli Ipogei

- Piazza Purgatorio, una delle più antiche piazze della città vecchia, è menzionata anche in cartine di epoca medioevale. Secondo studi accertati sorge nel luogo in cui Federico II fece erigere il suo palazzo. L'edificio più importante è sicuramente la seicentesca chiesa di Santa Maria della Misericordia, anche detta delle anime del Purgatorio o dei Morti, cela al suo interno un esempio di barocco pugliese. La chiesa è stata nel 2014 riaperta. La facciata si trova dirimpetto ad uno degli accessi degli ipogei medievali.

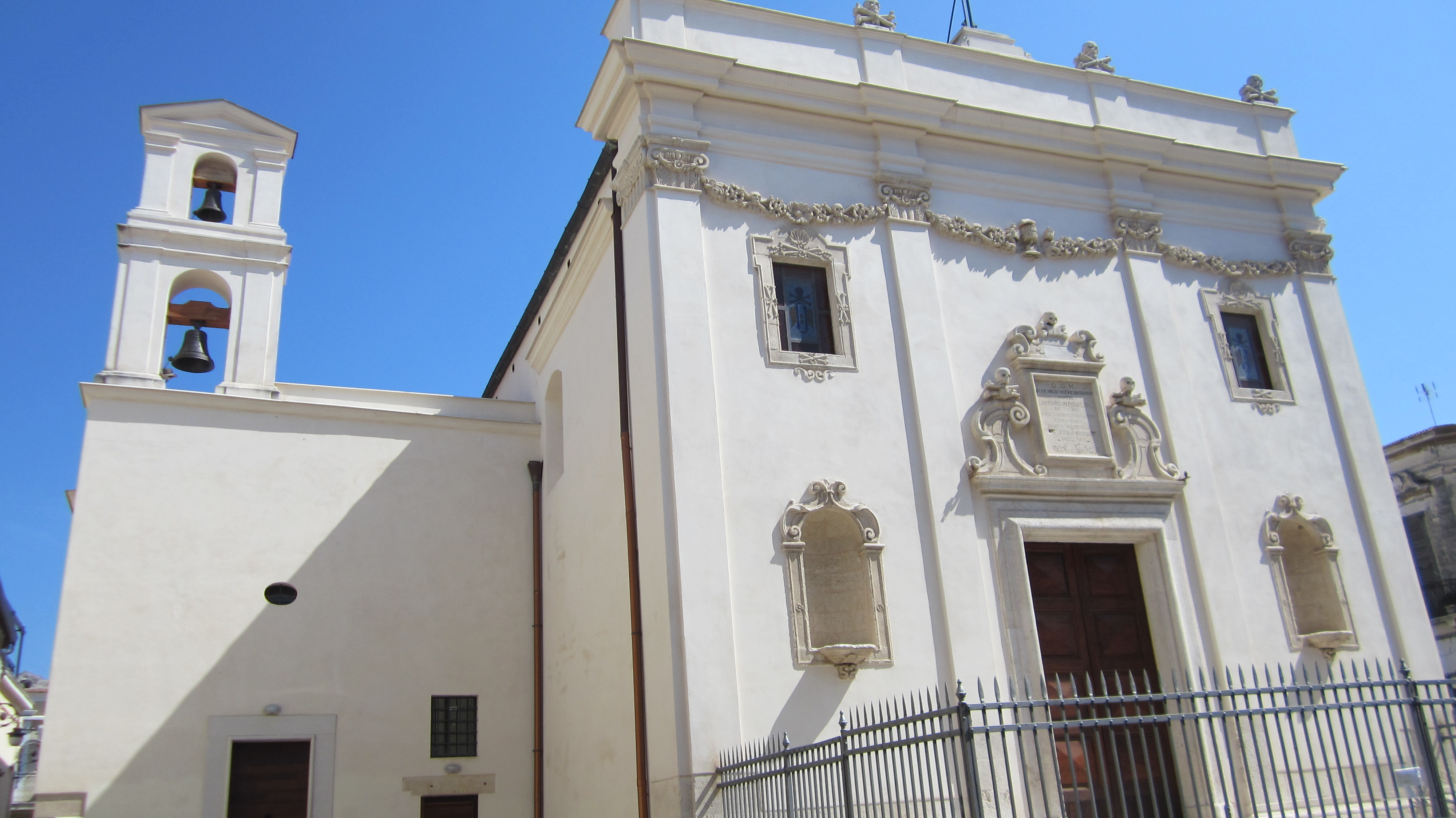
Chiesa del Purgatorio

- Piazza Pericle Felici è una delle piazze più antiche della città. È delimitata per un lato dalla parte longitudinale della cattedrale, dove campeggia elegante e ricco di decori l'alto campanile edificato dopo il terremoto del 1731 in stile barocco; sullo stesso lato si trova la chiesa del Succorpo o Cripta.
- Piazza Francesco De Sanctis, vicina a piazza Pericle Felici, ospita la facciata restaurata della Chiesa Madre; ai lati si trovano palazzi antichi di indubbio valore architettonico come quello che ospita la scuola elementare Giovanni Pascoli.
- Piazza Cesare Battisti, situata appena fuori dal tracciato del quartiere antico, ospita la neoclassica facciata del Teatro comunale Umberto Giordano, opera dell'architetto Luigi Oberty.
- Piazza del Lago, chiamata così per la presenza nell'antichità di un piccolo stagno dove, secondo la leggenda, due pastori videro una tavola di legno affiorare dall'acqua e sulla quale aleggiavano tre fiammelle. Dopo averlo ripulito dalla melma, i due pastori riconobbero il volto di una Vergine con Bambino e la portarono al sicuro nell'antica Taverna del gufo; vi è una fontana per ricordare il lago.
- Piazza Vittorio Veneto, situata appena di fronte alla stazione ferroviaria. La piazza è decorata con una statua, opera del maestro Leonardo Scarinzi, dal titolo "Ritorno a casa". L'opera rappresenta un viandante di ritorno a casa, con la stazione alle spalle e la città davanti a sé.

#### Insediamenti rupestri
Insediamenti umani nel territorio della città di Foggia sono presenti già nel Neolitico (intorno al VI millennio a.C.). Gli abitanti vi praticavano l'agricoltura, favoriti dalla fertilità e dalla regolarità del Tavoliere. Alcuni degli insediamenti individuati sono quello di località Passo di Corvo, sede di un parco archeologico, e quello messo in luce da scavi archeologici nell'area della villa comunale; altri villaggi sono sepolti nell'area dell'ex Ippodromo e nell'area compresa tra i quartieri Ordona Sud e Salice Nuovo. In località Arpinova, alle porte della città, insediamenti di età daunia datati III - II millennio a.C., come l'Ipogeo della Medusa e la necropoli dell'antica città di Arpi.

## Società

### Evoluzione demografica
Abitanti censiti

Foggia risulta al ventisettesimo posto tra i comuni italiani per popolazione.
Foggia costituisce un'eccezione al processo di decentramento che caratterizzò, a partire dal 1970 tutte le principali città. La popolazione, infatti, nonostante tale fenomeno, in quegli anni rimase pressoché costante fino al 2000.

### Etnie e minoranze straniere
Al 31 dicembre 2023 risiedevano a Foggia 9562 stranieri, pari al 6,56% della popolazione complessiva. Di seguito sono riportati i gruppi più consistenti:
- Romania 1455
- Senegal 1002
- Marocco 912
- Gambia 652
- Nigeria 550
- Ucraina 483
- Pakistan 431
- Albania 400
- Cina 306
- Polonia 227

### Lingue e dialetti
Il dialetto foggiano o dauno-appenninico, parlato oltre che nella città in diversi comuni della provincia, è classificato tra i dialetti pugliesi settentrionali che appartengono al gruppo dei dialetti italiani meridionali. Si caratterizza per numerosi elementi propriamente abruzzesi e napoletani, dovuti soprattutto ai continui traffici determinati nei secoli dalla transumanza dei pastori dalle aree appenniniche del Regno di Napoli.

### Religione
La maggioranza della popolazione è di religione cristiana di rito cattolico; il comune appartiene all'arcidiocesi di Foggia-Bovino, con trentacinque parrocchie, istituita nel 1986 grazie alla fusione delle due diocesi di Bovino (attestata fin dal X secolo) e Foggia. Quest'ultima fu eretta nel 1855; in precedenza la città aveva sempre fatto parte della diocesi di Troia.

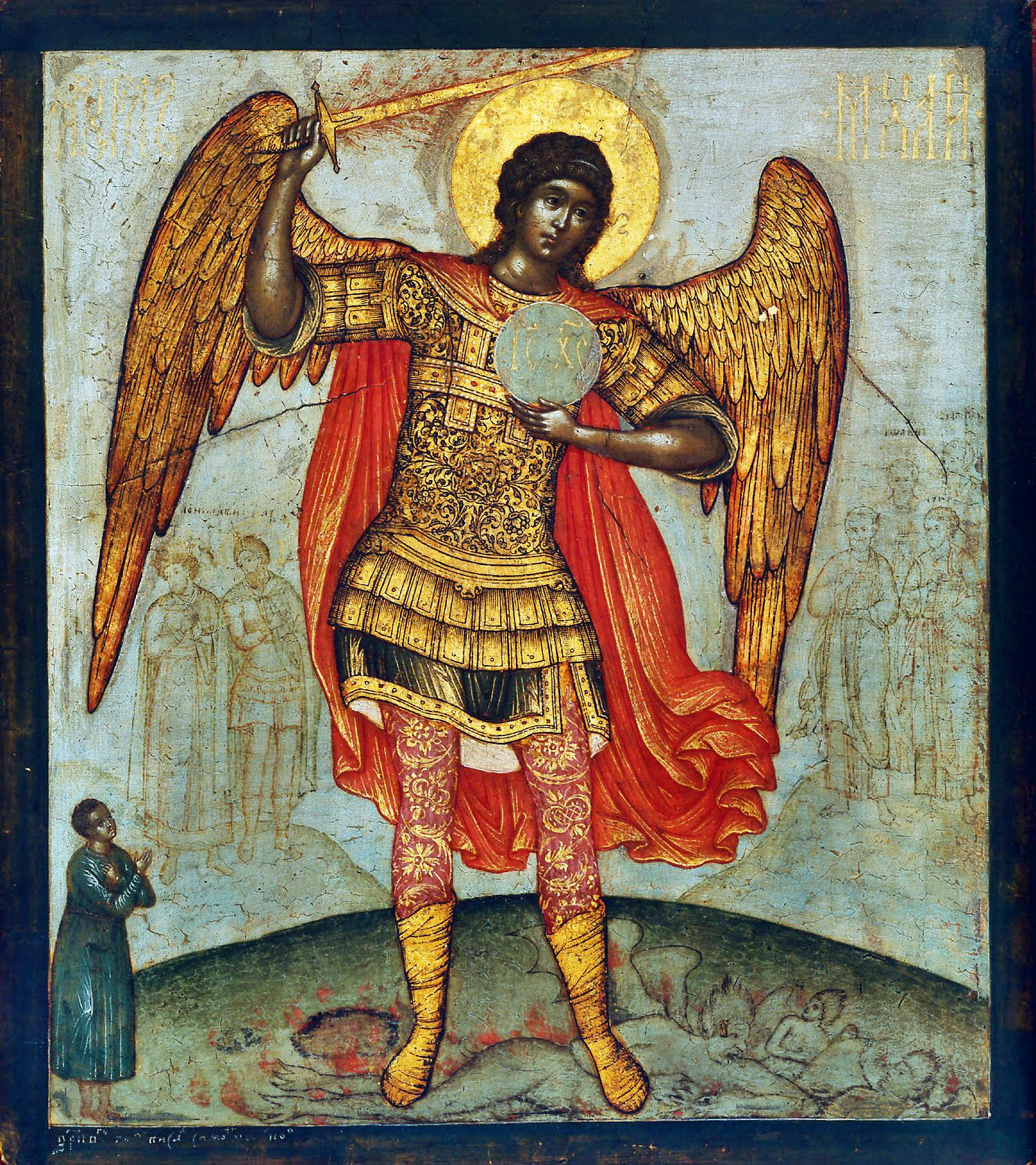
L'arcangelo Michele

La Madonna dei Sette Veli è la patrona principale della città e della diocesi di Foggia. La Madonna dei Sette Veli è anche chiamata Iconavetere. È un'antichissima immagine della Madonna, dipinta su tavola, avvolta in sette veli e racchiusa in una teca rettangolare, dotata di una piccola finestrella ovale in corrispondenza del volto dell'effigie. Secondo la tradizione la tavola fu rinvenuta in uno specchio d'acqua nel 1062 o, secondo altri, nel 1073, da alcuni mandriani attratti da tre fiammelle che si sollevavano direttamente dall'acqua, scena cui fa riferimento lo stemma della città. Il Sacro Tavolo è stato sempre il centro religioso della città, e per conservare l'icona e favorirne il culto il duca normanno Roberto il Guiscardo fece erigere la chiesa di Santa Maria de Fovea, che nel 1172 fu ingrandita dal re Guglielmo II il Buono e in seguito fu modificata da Federico II. Nel 1855 fu elevata a cattedrale.
Guglielmo e Pellegrino sono i due santi compatroni. Le loro vicende sono legate indissolubilmente alla storia dell'Iconavetere. Guglielmo e Pellegrino, rispettivamente padre e figlio, partirono, in tempi diversi e all'insaputa l'uno dell'altro, dalla natia Antiochia per un grande pellegrinaggio verso i luoghi santi dell'Occidente. Peregrinarono a lungo e visitarono, tra l'altro, il Sacro Speco di san Michele sul Gargano. Giunti entrambi a Foggia, si ritrovarono e si riconobbero ai piedi del Sacro Tavolo e, abbracciatisi, spirarono.
I giorni della festa patronale sono due: il 22 marzo e il 15 agosto, in ricordo delle apparizioni della Madonna dei sette veli ai foggiani che chiedevano di essere liberati dalla peste e dal terremoto catastrofico del 1731.
San Michele Arcangelo è il patrono della provincia ecclesiastica di Capitanata, di cui Foggia è sede metropolitana. La sua effigie campeggia sullo stemma della provincia civile e su quelli delle province religiose, particolarmente francescane.
L'altra confessione cristiana presente è quella protestante con dieci chiese.
Inoltre nella città di Foggia sono presenti due sale del regno dei testimoni di Geova.
Quella principale, costruita su due livelli in Via B. De Luca (Rione Candelaro); la seconda in Via E. Berlinguer.
Presenti anche i musulmani che hanno una sala di preghiera (moschea) in via Saseo, nel centro cittadino. Da notare che la presenza islamica a Foggia risale al 1300, a seguito della diaspora dei musulmani di Lucera, ed è attestata da una lapide funeraria esposta al Museo Civico Fiorelli di Lucera.

### Tradizioni e folclore

#### Feste
- Festa patronale: cade il 22 marzo ed è dedicata alla Madonna dei sette veli, patrona di Foggia. Per le vie cittadine principali è organizzata una processione.
- Processione dei Misteri: cade il Venerdì Santo (settimana della Pasqua) ed è conosciuta anche come "Processione del Venerdì Santo". Viene svolta nel centro storico di Foggia dal 1810 e prevede la sfilata di sei statue riguardanti la passione e la morte di Cristo, quindi le varie tappe della Via Crucis di Gesù. L'apice della celebrazione è rappresentato dal celeberrimo incontro tra la statua di Cristo, ormai senza vita, e la statua della Madonna Addolorata, svolto a Piazza XX settembre.
- Festa dell'Incoronata: cade l'ultimo sabato di aprile. Secondo uno studio si è scoperto che la Madonna sarebbe apparsa al Borgo Incoronata il 26 aprile 1001.
- Festa dell'Addolorata "Liberatrice dal Colera": cade il 15 di luglio, in ricorrenza dei Miracoli dispensati dalla Vergine Addolorata (Liberazione dell'Epidemia di Colera del 1832). Ogni anno è organizzata una processione per le vie principali della Città partendo e rientrando dalla Basilica di San Giovanni Battista.
- Festa di Sant'Anna: cade il 26 luglio. Ogni anno è organizzata una processione a cui partecipano vari confratelli da altre chiese. Viene organizzata intorno alla Chiesa delle Croci ed è molto sentita soprattutto dagli abitanti dei quartieri circostanti alla chiesa. In occasione, durante la serata viene allestita una festa con bancarelle tipiche e giostre.
- Carnevale di Foggia: festa tradizionale svoltasi fino agli anni 50, aveva come protagonista la maschera del moneche cercande.
- Festa dell'Assunzione di Maria: cade il 15 agosto, ovvero Ferragosto. La festa è importante per i foggiani poiché è la festa "onomastica" della Madonna dei Sette Veli, e come per la festa patronale viene organizzata una processione per il centro storico.

### Istituzioni, enti e associazioni
L'azienda ospedaliera pubblica è suddivisa in due poli principali: gli Ospedali Riuniti (Policlinico) e l'ospedale "Colonnello D'Avanzo".
Foggia è sede dell'Istituto Zooprofilattico della Puglia e della Basilicata e, in seguito al DL n. 248 del 31 dicembre 2007 (articolo 11) a decorrere dal 15 gennaio 2008, dell'Agenzia nazionale per la sicurezza alimentare, quest'ultima non ancora operativa.
Inoltre la città è anche sede di uno dei principali stabilimenti dell'Istituto Poligrafico e Zecca dello Stato, che si occupa, in esclusiva, della stampa delle targhe degli autoveioli, dei ricettari medici del SSN e dei bollini farmaceutici.

## Cultura
Dati riferiti al 2009.
Dal punto di vista culturale Foggia è sede di quattro Festival, due riguardanti il cinema ovvero il Festival del Cinema Indipendente, giunto alla sua IX edizione, e il Foggia Film Festival (FFF), nato nel 2011, e due che riguardano la musica: lo Spazio Giovani Live Festival che, però, negli ultimi anni è andato in progressiva decadenza e lo storico Foggia Jazz Festival, il primo Festival Jazz in Italia, ormai arrivato alla XXIX edizione.

### Istruzione
Dal 1999, Foggia è sede universitaria. In precedenza, a partire dal 1990, era stata sede distaccata dell'Università di Bari. Secondo la classifica annuale (2012) fatta da Il Sole 24 ore l'Università degli studi di Foggia è la 53ª (su 58) università in Italia con 333 punti (su 1000).
Secondo il rapporto dell'ANVUR, riguardante i dati della qualità della ricerca universitaria, l'università di Foggia risulta essere la 12ª d'Italia.
La città di Foggia ospita ben 150 scuole tra scuole dell'infanzia, scuole elementari (scuole primarie), scuole medie (scuole secondarie di I grado) e superiori (scuole secondarie di II grado).

#### Università

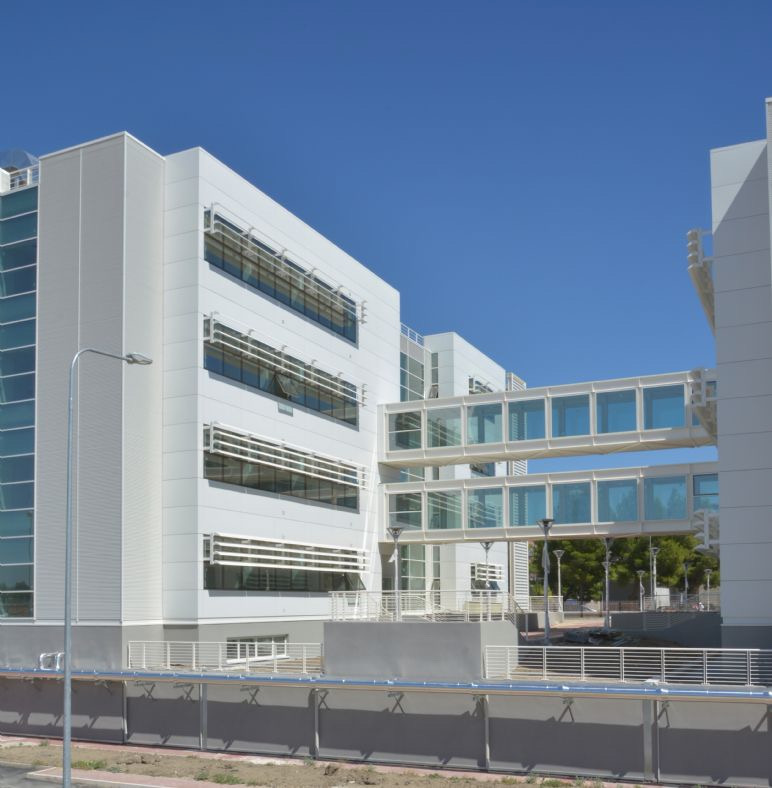
Polo biomedico Università di Foggia

L'Università degli Studi di Foggia, istituita nel 1999, si compone di otto dipartimenti.
Essa raccoglie in totale circa 13.000 iscritti. Le sedi delle facoltà non sono concentrate in un campus, ma sparse nel territorio cittadino.
La città ospita altre sedi universitarie:
- il Politecnico di Bari - sede di Foggia[60], presente dal 1992 al 2015, continuando poi a operare in sinergia con l'Università degli studi di Foggia[61]
- la Libera Università degli Studi San Pio V di Roma - Polo di Foggia[62], presente dal 1999
- la Scuola Superiore per Mediatori Linguistici "San Domenico".

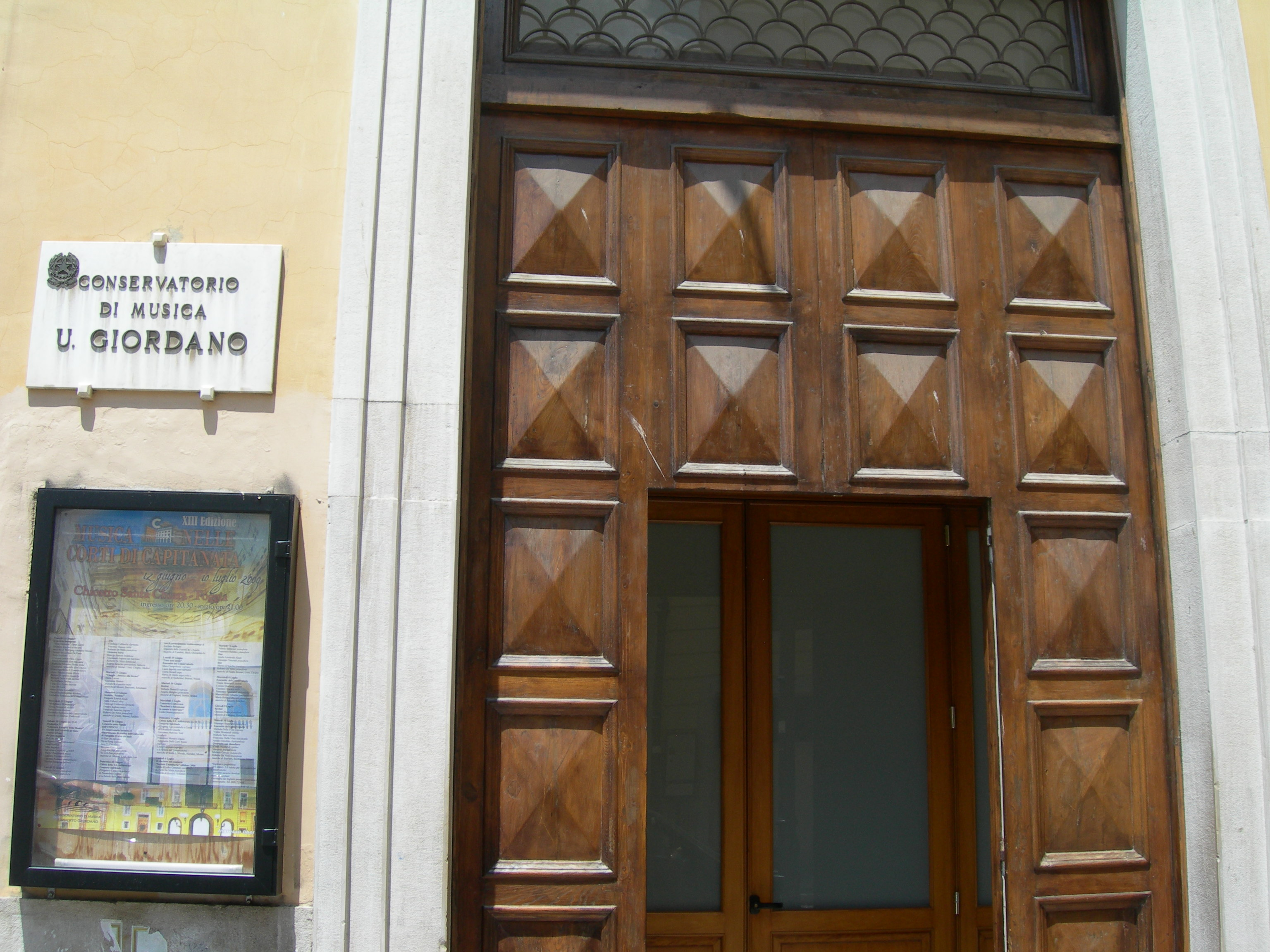
Il conservatorio di musica "Umberto Giordano"

La formazione in ambito artistico e musicale è affidata a due istituzioni:
- l'Accademia di Belle Arti di Foggia[63], istituita nel 1970 ed ospitata nell'elegante palazzo che in passato fu sede della Banca d'Italia.
- il Conservatorio Statale di Musica "Umberto Giordano" di Foggia[64], che condivide con il Museo Civico, il palazzo presso Porta Arpana o Porta Grande, un tempo ingresso alla città antica. Fondato nel 1914 e divenuto Statale nel 1977.

Per una formazione religiosa, sono presenti:
- l'Istituto superiore di scienze religiose "Giovanni Paolo II", con la Facoltà Teologica Pugliese.
- il Seminario Diocesano "Sacro Cuore"[65].

#### Biblioteche e Archivi
- Biblioteca Provinciale di Foggia La Magna Capitana[66]
- Biblioteca della Diocesi di Foggia - Via Oberdan, 13
- Biblioteche delle Facoltà dell'Università degli Studi di Foggia[67]
- Biblioteca del Cenacolo Culturale V. Ferrini - Via San Nicandro, 4
- Biblioteca Provinciale dei Cappuccini[68] - Via Immacolata, 4
- Archivio di Stato di Foggia
- Archivio Storico Diocesi di Foggia e Bovino - Via Oberdan, 13
- Archivio Capitolare Cattedrale di Foggia - presso la Basilica Cattedrale
- Biblioteca economico-giuridica BancApulia

#### Gallerie d'arte
- Galleria Provinciale d'Arte Moderna e Contemporanea - Palazzo Dogana - Piazza XX Settembre
- Galleria Civica - Palazzetto dell'Arte "Andrea Pazienza" - Via Galliani
- Galleria della Fondazione Banca del Monte di Foggia - Via Arpi, 152
- Contemporanea Galleria d'Arte - Viale Michelangelo, 65
- Galleria dell'Artista
- Galleria Stoà
- Galleria Erbetta Paolo
- Galleria Effeci

#### Musei

##### Museo civico

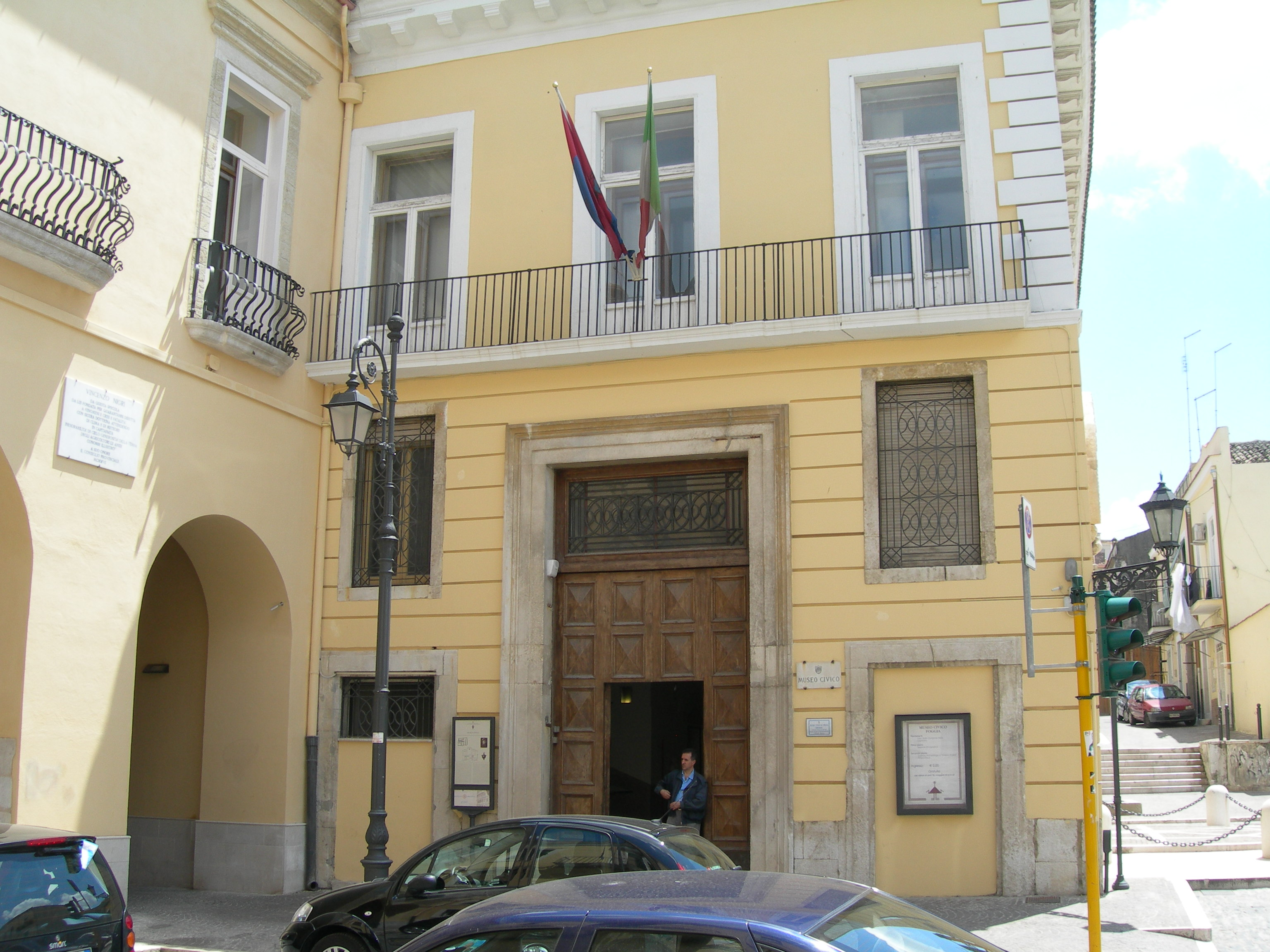
Il Museo civico

Il Museo Civico e Pinacoteca Comunale, ospita tre sezioni disposte sui vari livelli della struttura museale. Al piano terreno è stato allestito il lapidario con la tomba della Medusa, portata dal sito archeologico di Arpi, e altri reperti archeologici, che testimoniano la nascita di Foggia, di origine neolitica, dauna, romana e medievale. Al piano superiore è stata allestita una ricostruzione di una casa tipo sul modello di quelle dei terrazzani; inoltre nelle varie teche sono presenti gioielli e soprammobili, come campane e statue di santi appartenenti a cittadini foggiani che, nel corso del tempo, ne hanno fatto dono al museo. Al secondo piano sono presenti due gallerie che ospitano, la prima, una vasta raccolta di reperti archeologici provenienti dall'antica Arpi e non solo, come vasellame, statue, utensili, oggetti in bronzo e ricostruzioni di abitazioni primitive. La seconda galleria ospita dipinti soprattutto di artisti foggiani, come Francesco Saverio Altamura, Domenico Caldara, Vincenzo Dattoli e Giuseppe De Nigris, e di artisti napoletani e di scuola meridionale, di varie epoche, fino all'Ottocento.
La raccolta del XX secolo contiene opere di Gianni Dova, Renato Guttuso, Carlo Levi ed altri pittori legati alla città.

### Media

#### Stampa
- l'Attacco
- Quotidiano di Foggia
- Il Mattino di Foggia e provincia

#### Radio
- Apulia Digital Radio
- Radio Master
- RadioLogos
- RadioIrene

#### Televisione
- TeleFoggia
- Foggia TV
- Sharing Tv

### Cinema
A Foggia sono stati girati (in parte o interamente) i seguenti film:
- Gambe d'oro (1958) di Turi Vasile
- La stazione (1990) di Sergio Rubini
- A.A.A.Achille (2000) di Giovanni Albanese
- Ti voglio bene Eugenio (2002) di Francisco José Fernandez
- Amici come noi (2014) di Enrico Lando
- In viaggio con Adele (2018) di Alessandro Capitani

### Eventi

#### Fiere e manifestazioni
Tutte le fiere e le manifestazioni di Foggia, ad eccezione della Fiera di Santa Caterina, si svolgono nel quartiere fieristico di Foggia. Tra le più importanti vi sono la "Fiera internazionale dell'agricoltura", la "Fiera d'Ottobre Campionaria Nazionale" e la "Fiera di Santa Caterina".

## Geografia antropica
La città di Foggia, attraversata da antiche vie di comunicazione, presenta una planimetria urbanistica in parte radiocentrica.
In seguito al terremoto di Foggia del 1731, la città venne ricostruita a partire da nucleo originario (ancora in parte visibile tra via Manzoni, Corso Garibaldi e Piano della Croce), seguendo uno schema ortogonale caratterizzato da strade larghe e rettilinee.

### Suddivisioni amministrative

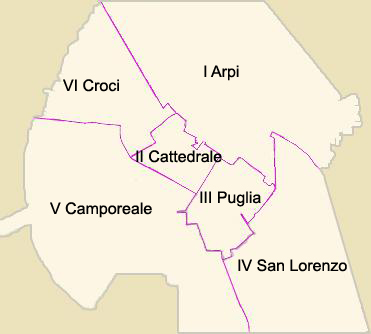
La divisione di Foggia nelle ex circoscrizioni

La città, fino al 2008, era composta da sei circoscrizioni: I circoscrizione "Arpi", II circoscrizione "Cattedrale", III circoscrizione "Puglia", IV circoscrizione "San Lorenzo", V circoscrizione "Camporeale" e VI circoscrizione "Croci". A partire dal 2008-2009 le circoscrizioni sono state accorpate e ridotte a tre: Nord (che comprende le ex circoscrizioni "Arpi" e "Croci"), Centro (che comprende le ex circoscrizioni "Cattedrale" e "Puglie") e Sud (che comprende le ex circoscrizioni "Camporeale" e "San Lorenzo"). Fino al 1976 le circoscrizioni erano otto: I circoscrizione: "Cattedrale", II circoscrizione "Centrale", III circoscrizione "Ferrovia", IV circoscrizione "Puglie", V circoscrizione "Mazzini", VI circoscrizione "Rione dei Preti", VII circoscrizione
"CEP", VIII circoscrizione "Incoronata".

### Quartieri
I rioni Candelaro e San Lorenzo sono posti ai due estremi della città. Il centro storico è invece delimitato da via Manzoni, corso Garibaldi e porta grande (o arpana), ed è attraversato da via Arpi, nelle adiacenze del centro storico sono presenti i quartieri settecenteschi e ottocenteschi Carmine Vecchio, e Parisi-Largo Rignano-Santo Stefano. Gli altri quartieri che compongono la città sono Borgo Croci, la prima espansione al di fuori del centro storico, il quartiere Ferrovia-Cavour-Giannone, San Lorenzo, Camporeale (dal nome di un'antica via della transumanza, il tratturo Camporeale), Salice Vecchio, Salice Nuovo, San Pio X, Ordona Sud, Parco dei Fiori, Rione Biccari, 167 Biccari, Rione dei Preti, San Michele", San Ciro, Nuova Provincia, Immacolata-via Bari-viale Colombo, Stadio, Carmine Nuovo, Martucci, Diaz, Fiera-Questura, dove è presente il secondo quartiere fieristico più grande d'Europa, dopo quello di Verona, Macchia Gialla, l'area Tribunale-Aviatori, la zona Industriale della periferia sud/est e il quartiere Villaggio Artigiani alla periferia nord/est. 

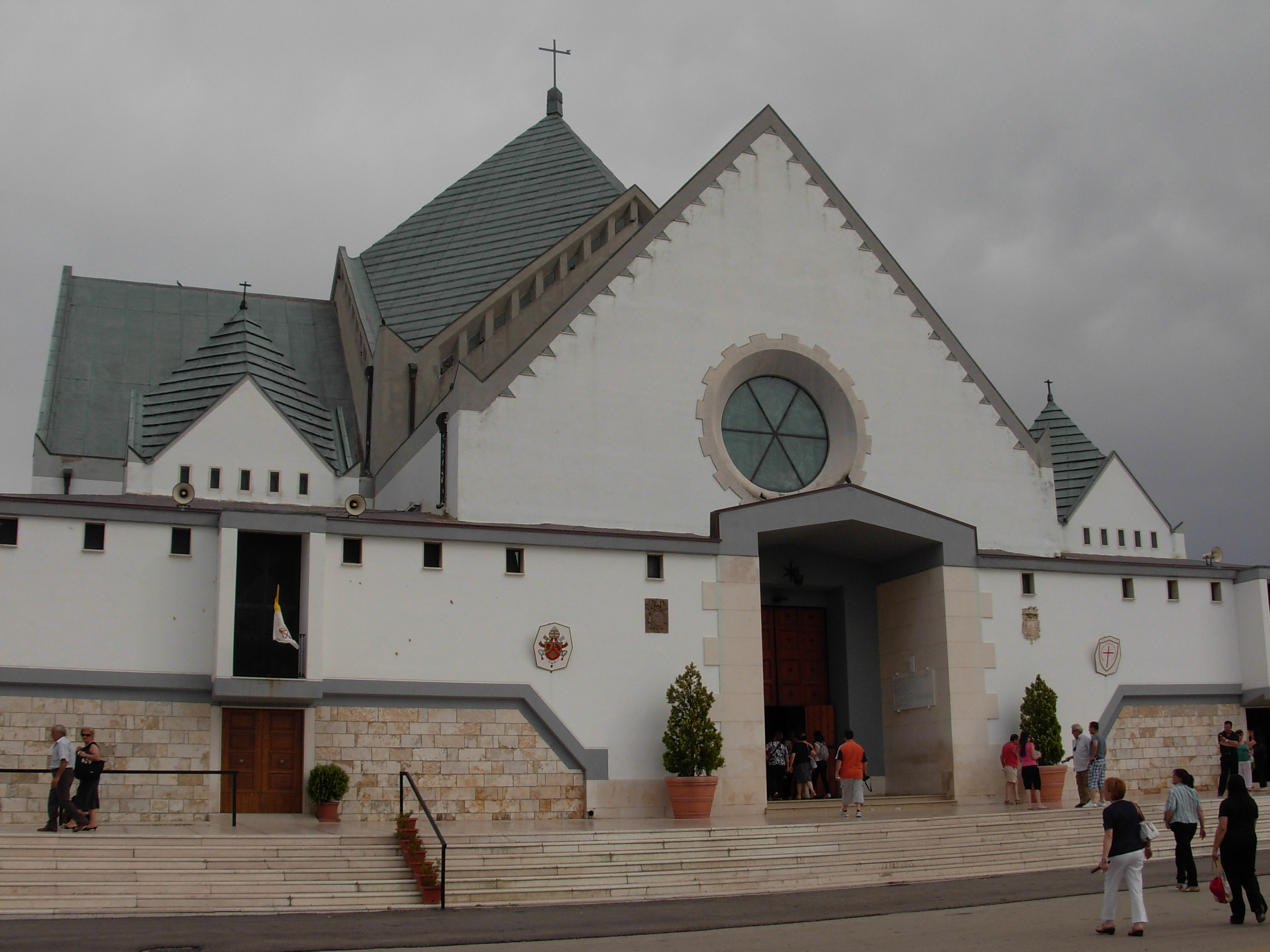
Santuario dell'Incoronata all'interno dell'omonimo bosco

Diverse sono le borgate, lontane diversi chilometri dal centro della città ma che sono incluse nel territorio del comune di Foggia: Segezia, Arpinova, Cervaro, Duanera La Rocca e Tavernola sono le principali. Nei pressi di Borgo Incoronata si trova l'omonimo santuario, e la borgata stessa è parte del territorio del parco naturale regionale Bosco Incoronata.

### Rioni e loro storia
La storia dei rioni a Foggia cambiò in base alle dominazioni, ma i rioni antichi più importanti furono: "Madonnella", "Terra vecchia", "Cancio o cambio", "Civita", "Borgo di Sant'Antonio abate", "Borgo di San Francesco Saverio".

### Frazioni
- Segezia è un borgo rurale che sorge lungo la strada statale 90 delle Puglie; fondato in epoca fascista presenta diverse architetture di stile razionalista. Il suo nome deriva dalla dea greca Segesta, divinità che si invocava per la raccolta dei campi.
- Incoronata è un borgo rurale che sorge nei pressi dell'omonimo santuario. Il vicino bosco, insieme a parte della valle del Cervaro, è parte integrante del parco naturale regionale Bosco Incoronata[72], istituito nel 2006.
- Tavernola è un borgo rurale che sorge nei pressi della città.
- Arpinova è un borgo rurale, intorno al quale si trovano siti archeologici, quali il villaggio neolitico di Passo di Corvo (VI-V millennio a.C.), nell'omonimo parco archeologico, e i resti dell'antica Arpi (III-II Millennio a.C.), come l'ipogeo della Medusa e la necropoli.
- Borgo Eridania è una piccola frazione del comune di Foggia, distante circa 10 km dalla città, sorta intorno ad un ex zuccherificio da cui il nome della stessa borgata. Le case costruite intorno agli anni sessanta erano destinate ad ospitare dirigenti ed operai dello zuccherificio. Con la chiusura e dismissione dello stesso zuccherificio le case sono state poi vendute ed acquistate dai cittadini foggiani che ne hanno creato la Borgata.
- Duanera La Rocca è un borgo rurale, alla periferia nord-est della città;
- Borgo Cervaro, in prossimità dell'omonimo fiume.
- Ponte Albanito, antica località fortificata con affaccio sulla valle del Cervaro; dispone di una stazione ferroviaria lungo la linea per Napoli-Roma.

## Economia
Il settore portante dell'economia foggiana è l'agricoltura. L'industria opera in settori quali lavorazioni alimentari, tessile, meccanico, chimico, della carta e dei materiali di produzione, favorita dalla posizione della città rispetto a collegamenti stradali e ferroviari.
Il settore terziario nel corso degli anni ha subito una certa evoluzione da una struttura agricolo-commerciale ad una più legata ad attività direzionali e finanziarie. Ha sede a Foggia la Fiera Internazionale dell'Agricoltura e della Zootecnia.

### Agricoltura
L'importanza dell'agricoltura per il centro dauno è testimoniata dalla superficie totale del territorio comunale ad essa destinata: 46.274 ettari.

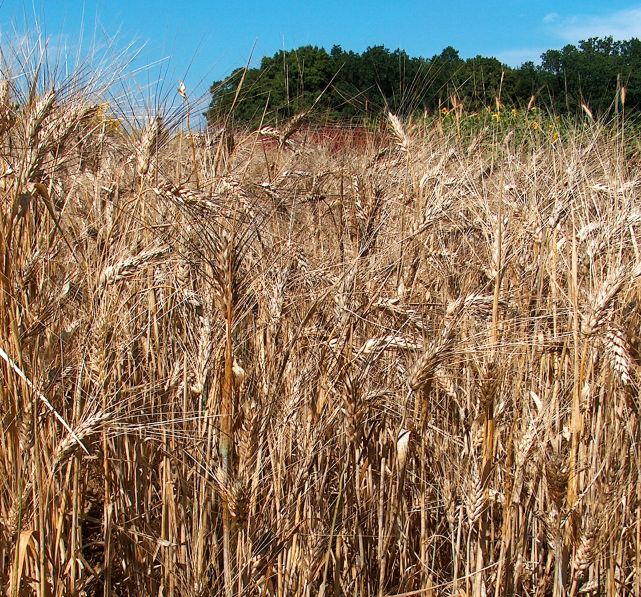
Campo di grano duro, principale prodotto agricolo di Foggia e provincia, soprannominata granaio d'Italia

### Industria
La principale esperienza industriale a Foggia negli anni 1930 fu lo stabilimento della società Incedit per la produzione della cellulosa dalla paglia del grano, secondo il procedimento dell'ingegnere Umberto Pomilio.
Il settore industriale maggiormente sviluppato nella zona dovrebbe dunque essere quello alimentare, per sfruttare la produzione del settore agricolo. Sono inoltre presenti aziende del settore delle tecnologie dei materiali.

## Infrastrutture e trasporti

### Strade
Le principali direttrici stradali di Foggia sono:
- Autostrada A14 Bologna-Taranto, con due caselli: Foggia e Foggia Zona Industriale;
- SS 16 Adriatica, la collega a Termoli - Pescara e, con caratteristiche di superstrada, a Bari;
- SS 17 Appulo-Sannitica, la connette con L'Aquila e, per mezzo della strada statale 645, a Campobasso, con caratteristiche di superstrada fino a Lucera;
- SS 89 Garganica, la collega al Gargano presentandosi con caratteristiche di superstrada fino a Manfredonia;
- SS 90 delle Puglie, conduce ad Ariano Irpino lungo la direttrice storica per Napoli: il suo nome e il suo tracciato traggono origine dalla strada regia delle Puglie, la più antica infrastruttura viaria di collegamento a Foggia e all'intera Puglia;
- SS 655 Bradanica, la collega con il casello A16 di Candela e con Matera (nonché, per mezzo della SS 658, con Melfi e Potenza), presentando caratteristiche di superstrada fino a Palazzo San Gervasio;
- SS 673, funge da tangenziale per la città.

### Ferrovie

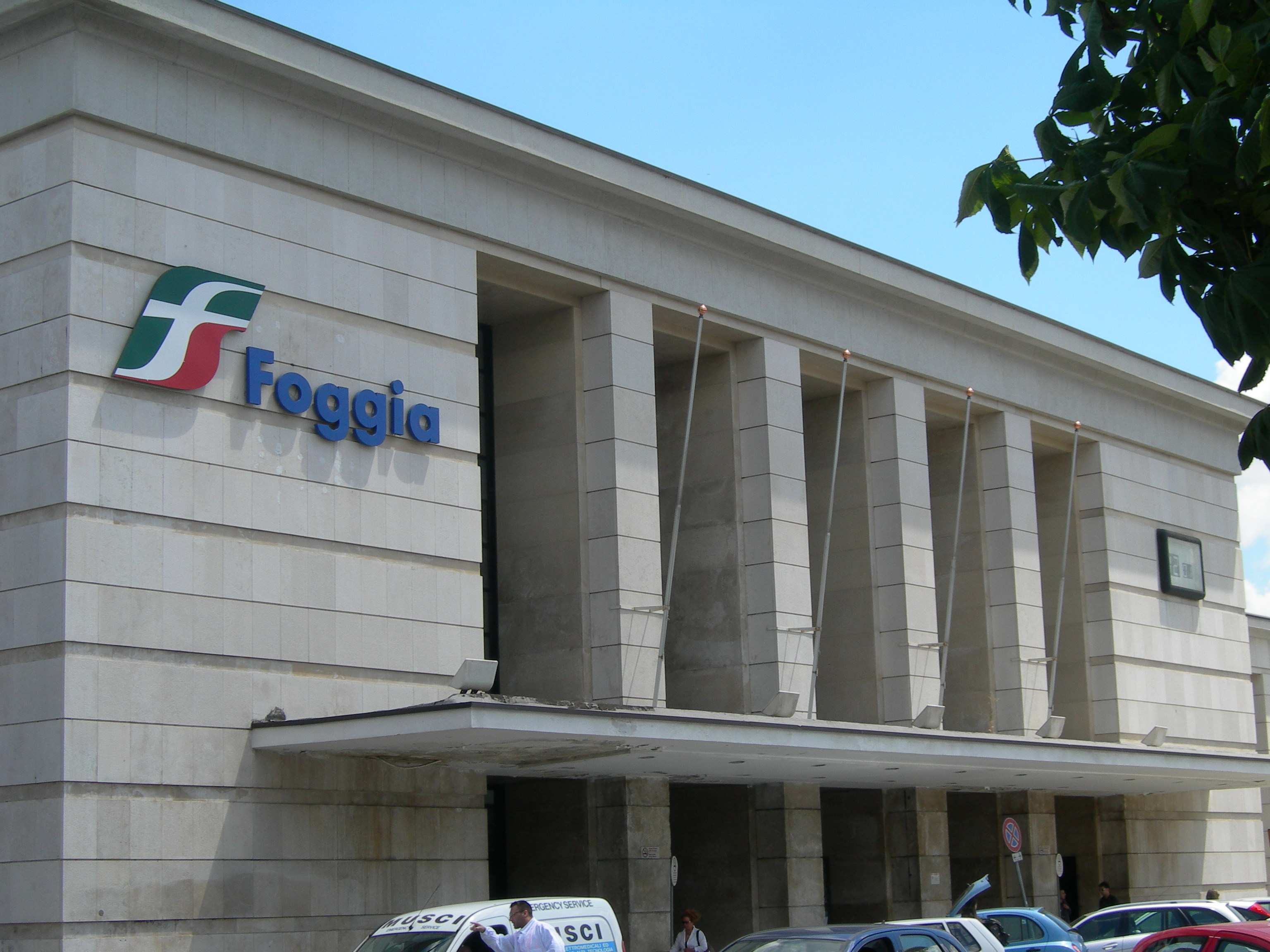
Stazione di Foggia

La stazione di Foggia è il punto di intersezione delle linee Ancona-Lecce e Napoli-Foggia; a livello interregionale fornisce i collegamenti per Potenza. Altre linee locali la connettono inoltre a Lucera e Manfredonia.
A Foggia è presente una delle dieci Officine Grandi Riparazioni (OGR) di Trenitalia presenti nel territorio nazionale.
Stazioni secondarie:
- Stazione di Ponte Albanito
- Stazione di Cervaro (soppressa nel 2012)
- Stazione di Incoronata
- Stazione di Santuario Incoronata
- Stazione di Rignano Garganico

### Aeroporti
- Aeroporto civile "Gino Lisa".

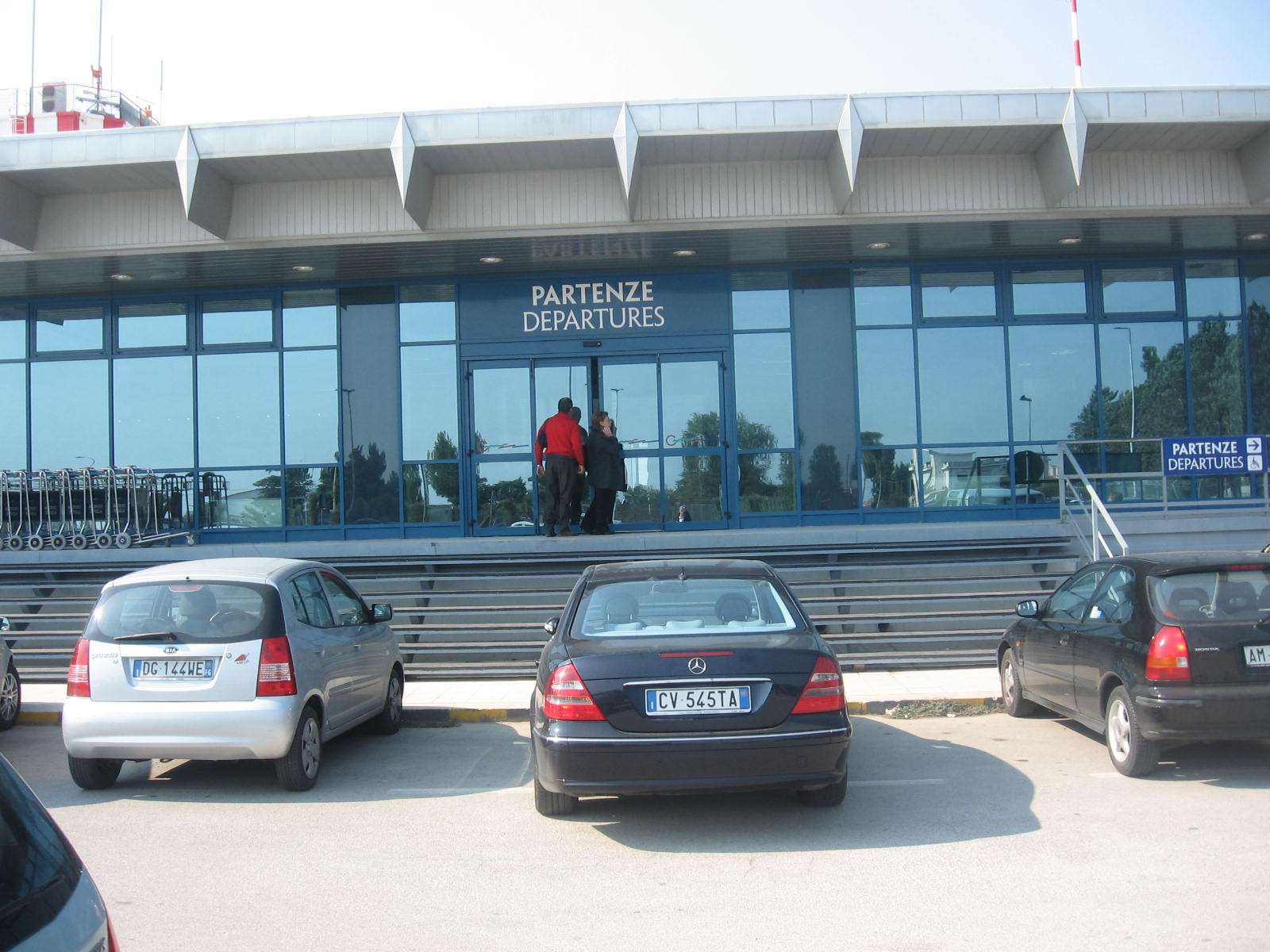
Ingresso Aeroporto Civile "Gino Lisa"

- Aeroporto militare di Amendola "Luigi Rovelli"

### Mobilità urbana
Il trasporto pubblico urbano, gestito dall'ATAF, serve capillarmente la città. È attiva anche una rete notturna di mezzi pubblici composta da cinque linee di superficie (autobus), funzionanti durante i week-end, le festività o i grandi eventi. I collegamenti interurbani sono gestiti da quattro imprese di trasporto (Sita Sud, COTRAP, ACAPT e AIR).

## Amministrazione

### Gemellaggi
Foggia è gemellata con:
- Göppingen, dal 1971
- Pescasseroli, dal 1971
- Walbrzych, dal 1998
- L'Aquila, dal 2009
- Forlì, dal 2009
- Quimper, dal 2011

### Amicizie
- Peterborough, dal 2009

## Sport

### Calcio
Il calcio a Foggia muove i primi passi agli inizi del Novecento: al 1920 risale la fondazione della Daunia, ben presto affiancata da altre formazioni. Solo nel 1921 viene fondato lo Sporting Club Foggia che, dopo una serie di fusioni prenderà il nome di Foggia. La squadra è la principale società calcistica cittadina e vanta undici campionati in Serie A, soprattutto negli anni sessanta, quando era allenata da Oronzo Pugliese, e negli anni novanta sotto la guida di Zdeněk Zeman. Dopo una lunga militanza in Lega Pro e avendo sfiorato la promozione in Serie B molte volte, in particolare nella stagione 2006/2007, nel 2012 viene fondata l'A.C.D. Foggia Calcio. Ripescata in seguito in Lega Pro cambia nome in Foggia Calcio S.r.l. e diviene l'erede della storia rossonera. Nella stagione 2024/2025 milita nel girone C della Serie C.
Le altre squadre di calcio sono: l'A.S.D. Nuova Daunia Foggia 1949 che milita nel girone A di Promozione e l'A.S.D. Foggia Incedit che milita nel girone A dell'Eccellenza.
- Calcio a 5 - Fuente Foggia, ha militato in Serie A2.
- Calcio a 5 Femminile - A.S.D. Nuova Focus Foggia in Serie A dalla stagione sportiva 2011/2012.

### Basket
- Diamond Basket Foggia - in Serie C Regionale.
- Virtus Basket Foggia - Iscritta nel campionato di Promozione.
- CUS Foggia - Squadra dell'Università degli Studi di Foggia che milita nel campionato di Promozione.
- Fenice Basket Foggia - in Eccellenza.

### Equitazione
- Istituto Regionale per l'Incremento Ippico della Puglia (IRIIP)[75]. A questa istituzione afferiscono i diversi club locali di equitazione.

### Rugby
- Cus Foggia Rugby - fondata nel marzo del 2004 impegnata in tutte le categorie dalla seniores alle giovanili
- A.S.D. Foggia Rugby - fondata nel maggio del 2017, impegnata in C2 pugliese e attiva nel settore giovanile

### Atletica Leggera
- Sna Foggia e U.S. Atletica Leggera Foggia. Squadra di Atletica Leggera della città.

### Pallavolo
- G.S. AVIS Villa Igea Foggia - ha origini nel 1967 e ha disputato la serie B1 maschile e la D femminile e maschile. Da due anni ha ottenuto dalla Federazioni Italiana Pallavolo il marchio di qualità per i settori giovanili maschile e femminile. In passato ha sfiorato la serie A sia con la squadra maschile che con quella femminile. Dalla stagione 2009-2010, avendo chiuso i rapporti con l'Avis, la società è tornata alla denominazione della storica POLISPORTIVA E. MASI, che fu la prima squadra di pallavolo della Provincia di Foggia. In Serie C.
- A.S.D. Zammarano Sportlab Volley Foggia - Nata nel 1982, con il nome di A.L. AIDO Bovio. Sottoscrissero l'atto costitutivo e lo statuto i componenti del primo consiglio direttivo: Presidente dott. Adolfo Lo Storto, Vice Presidente dott. Alessandro Palumbo; Consiglieri: Avv. Filippo Fedele, Sig. Filippo Carboni, Prof. Antonio Mazzilli.

Nel 1995 nacque la sezione Pallavolo e cambiò anche la denominazione sociale in A.L. Bovio & SportLab. La SPORTLAB è Società leader in materia di Sport, Formazione e Diffusione Motoria. È Centro Federale autore del “GIOCATLETICA”, progetto nazionale adottato dalla FIDAL dal 1987 al 2004. SPORTLAB rappresenta la sezione Pallavolo dell'Associazione. Vuole essere un laboratorio sportivo rivolto al volley aperto sia a livello agonistico che amatoriale.
Nella stagione 2009/2010 ha ricevuto il riconoscimento del "Marchio di qualità per l'attività giovanile" dalla Federazione Italiana Pallavolo. A fine luglio 2010 le viene anche riconosciuto il titolo di Scuola di Pallavolo associata alla FIPAV.
Vincitrice di numerosi campionati nei settori giovanili, ha centrato quattro promozioni di fila, guadagnando il diritto di partecipare alla serie B2 maschile - Gir. G, per la stagione 2010/2011. Nel Campionato 2011/2012 La Zammarano Sportlab Volley Foggia E Nella Serie B1 Nel Campionato Maschile.
Nella stagione 2018/2019 la ASD Foggia Volley (squadra femminile) conquista la serie C, arrivando prima nel girone A.

### Scherma
- Circolo Schermistico Dauno - nato nel 1961, è tra le prime dieci società di scherma in Italia. Partecipa alle manifestazioni più importanti della Federazione Italiana Scherma. Gli atleti del Circolo Schermistico Dauno hanno vinto numerosi titoli a livello mondiale, nelle coppe e campionati del mondo. Infatti le squadre di sciabola maschile e femminile competono nel Campionato di Serie A1 e A2 del Campionato italiano a squadre.
- Foggia Fencing Atheneo della Scherma - nata nel 2010, è una società di scherma nata dalla scissione societaria del Circolo Schermistico Dauno. Partecipa alle manifestazioni della Federazione Italiana Scherma e vanta campioni regionali, nazionali ed europei. Le squadre di sciabola maschile e femminile sono rispettivamente nelle Serie B2 e Serie B1 mentre la squadra di fioretto femminile milita in Serie B1.
- Foggia Fencing 2019 - Foggia ha ospitato la rassegna continentale in dieci giorni dal 22 febbraio al 3 marzo 2019 con Foggia Fencing 2019 campionato europeo di scherma, hanno partecipato oltre 40 paesi per un totale di 1250 atleti.

### Tennis
- A.S.D. Tennis Club Foggia - Squadra di tennis che disputa la serie C maschile e la serie B femminile.

Presso il circolo foggiano si disputano ogni anno due tornei di buon livello del circuito ITF, il femminile con un montepremi di $25000 mentre il maschile con un montepremi di $15000.
Nel luglio 2013 la squadra over 45 del Tennis Club Foggia ottiene un brillante risultato piazzandosi al terzo posto nazionale nel torneo limitato ai 4.3 giocando la "Final Four" a Roma presso il C.T. "Le Molette".

### Baseball/Softball
- ASD Baseball Club Foggia 1968 - Squadra di baseball della città che milita nel campionato di serie B
- Foggia Softball Club 2003 - Squadra di Softball della città che milita nel campionato di serie B

### Nuoto e sport acquatici
- A.C.S.D. Pentotary - Associazione sportiva fondata nel 2000 e formata da atleti che hanno ottenuto successi a livello nazionale e internazionale nel nuoto pinnato e che hanno vinto numerosi titoli regionali nel nuoto. Gestisce la piscina comunale di Foggia "Saverio Roberto".
- AS.SO.RI. - Associazione per la Promozione Socio Culturale Sportivo Dilettantistica e la Riabilitazione dell'Handicappato, svolge attività presso l'omonima piscina di Foggia e partecipa ai Campionati Italiano di nuoto agonistico e salvamento.
- A.S.D. Centro Nuoto Foggia - Associazione che svolge attività con la Federazione Italiana Nuoto dal 1982, presso la piscina comunale di Foggia “Saverio Roberto”, riuscendo ad ottenere risultati in nuoto sincronizzato e salvamento, ma soprattutto nella pallanuoto dove si è distinta a livello nazionale.

### Pattinaggio
- G.S. Arpi Pattinatori Foggia - La prima società di pattinaggio in Puglia e tra le prime 10-20 a livello nazionale, sulle oltre 400 esistenti in Italia.

### Impianti sportivi
- Stadio Comunale di calcio "Pino Zaccheria", dove il Foggia Calcio gioca le partite di calcio.
- Campo scuola di Atletica "Nunzio Mondelli" in via degli Aviatori, dove si allena il CUS Foggia Atletica Leggera.
- Palazzetto dello Sport "Osvaldo e Salvatore Russo", dove giocano il Libertas Basket Foggia e il CUS Foggia Basket le partite di basket.
- Palazzetto dello Sport "Preziuso", dove gioca il G.S. Avis Villa Igea Foggia le partite di pallavolo.
- Centro Sportivo Universitario, dove gioca il Cus Foggia Rugby le partite di rugby, in Via Napoli 109.
- Stadio Comunale di Baseball/Softball, dove giocano l'ASD Baseball Club Foggia 1968 e il Foggia Softball Club 2003 le partite di Baseball e di Softball.
- Tennis Club Foggia, dove gioca le partite di tennis in casa l'A.S.D. Tennis Club Foggia.
- Palazzetto della Scherma, dove gareggiano gli atleti di scherma del Circolo Schermistico Dauno.
- Piscina Comunale "Saverio Roberto", dove si allenano le società di sport acquatici A.C.S.D. Pentotary e A.S.D. Centro Nuoto Foggia.
- Bocciodromo Comunale.
- Pattinodromo Comunale, dove si allena e gioca le gare in casa, per il pattinaggio su pista, il G.S. Arpi Pattinatori Foggia.
- Palazzetto di Atletica Pesante.
- Kartodromo "Santa Cecilia".
- Poligono di Tiro a Segno Nazionale di FoggiaSport.